# Inception
Pour les articles homonymes, voir Inception (homonymie).
Pour plus de détails, voir Fiche technique et Distribution.
Inception, ou Origine au Québec, est un thriller de science-fiction américano-britannique écrit et réalisé par Christopher Nolan, sorti en 2010.
Sorti deux ans après le grand succès de The Dark Knight du même réalisateur, le film voit le jour grâce à la réputation de celui-ci : les sociétés de production Warner Bros. et Legendary Pictures lui octroient un budget de 160 millions de dollars, sans compter 100 millions dévolus à la promotion du film.
Inception reçoit un accueil très positif dans le monde entier, les critiques ayant particulièrement salué son originalité, son casting, sa musique et ses effets visuels. Il rapporte plus de 800 millions de dollars, le classant dans les quarante plus gros succès au box-office mondial. Le film remporte quatre Oscars, dont celui de la meilleure photographie, et il est nommé à ceux du meilleur film et du meilleur scénario original. Il est également classé dans les quinze premiers films du « Top 250 » de l'Internet Movie Database (IMDb) avec une note de 8.7⁄10 basée sur l'avis de plus de deux millions de personnes.

## Synopsis
Dans un futur proche, les États-Unis ont développé ce qui est appelé le « rêve partagé », une méthode permettant d'influencer l'inconscient d'une victime pendant qu'elle rêve, donc à partir de son subconscient. Des « extracteurs » s'immiscent alors dans ce rêve, qu'ils ont préalablement modelé et qu'ils peuvent contrôler, afin d'y voler des informations sensibles, stockées dans le subconscient de la cible. C'est dans cette nouvelle technique que se sont lancés Dominic Cobb et sa femme, Mal. Ensemble, ils ont exploré les possibilités de cette technique et l'ont améliorée, leur permettant d'emboîter les rêves les uns dans les autres, accentuant la confusion et donc diminuant la méfiance de la victime. Mais l'implication du couple dans ce projet a été telle que Mal a un jour perdu le sens de la réalité ; pensant être en train de rêver, elle s'est suicidée, croyant ainsi revenir à sa vision de la réalité. Soupçonné de son meurtre, Cobb est contraint de fuir les États-Unis et d'abandonner leurs enfants à ses beaux-parents. Il se spécialise dans l'«extraction», en particulier dans le domaine de l'espionnage industriel ; mercenaire et voleur, il est embauché par des multinationales pour obtenir des informations de leurs concurrents commerciaux.
Le film commence au cours de la tentative d'extraction d'informations de l'homme d'affaires japonais Saito. Cobb et son équipe échouent cependant à obtenir les informations qu'ils cherchaient, lorsque Saito réalise qu'il est en fait en train de rêver. Mais Saito, impressionné, embauche Cobb pour un travail très particulier. Il souhaite conduire l'héritier d'un empire énergétique à démanteler la société de son père, en implantant cette idée dans le subconscient de l'héritier, ce qui permettrait à Saito de devenir ainsi le numéro 1 mondial. Appelée « inception », cette technique est réputée pour être impossible, mais Cobb accepte, en échange des relations de Saito lui permettant de revenir aux États-Unis, de revoir ses enfants et d'être innocenté des charges de meurtre à son encontre.
Cobb réunit une équipe d'experts chevronnés pour réussir : outre Arthur, son associé, il embauche Eames, un faussaire spécialisé dans le vol d'identité, Yusuf, responsable de la sédation des participants au rêve, et Ariane, une talentueuse étudiante en architecture, dont le travail sera de concevoir les différents niveaux de rêve. Novice, elle est initiée par Cobb aux rêves partagés. Elle découvre les infinies possibilités de manipulation des rêves, mais apprend par hasard les dégâts de la culpabilité que Cobb porte à propos de la mort de sa femme : cette culpabilité prend la forme d'une projection incontrôlable de son inconscient, une Mal vindicative qui apparaît encore et encore comme une intruse dans les rêves de Cobb et qui les influence parfois dangereusement. Cependant, la fascination du projet l'emporte sur les risques de ne pas se réveiller d'un des niveaux les plus profonds de rêve, ainsi que sur la menace que représente l'imprévisibilité de la psyché de Cobb.
Pour l'aider, Arthur conseille à Ariane de se fabriquer un « totem », un petit objet qui peut être visuellement commun mais dont les propriétés physiques sont modifiées (densité, centre de gravité, etc.). Ainsi, son possesseur peut faire la différence entre la réalité, ses propres rêves et les rêves d'un autre. Arthur empêche notamment Ariane de manipuler son totem : un dé pipé. Cobb possède lui-même un totem : son alliance[réf. nécessaire]. Lorsqu'il est dans un rêve, il la porte systématiquement à sa main gauche mais ne l'a plus dans le monde réel (le film mène cependant à une fausse piste en faisant concentrer le spectateur sur un autre objet que possède Cobb et qui est en réalité le totem de Mal : une petite toupie qui, si elle est lancée dans un rêve, tourne indéfiniment sans jamais tomber). Ariane se munira d'une pièce de jeu d'échecs qui ne peut pas tomber en rêve.
L'équipe prévoit de mettre en œuvre le plan au cours du vol Sydney - Los Angeles, le plus long du monde. Pendant le vol, ils droguent leur cible, Robert Fisher, et Cobb, Arthur, Eames, Ariane, Yusuf et Saito le rejoignent dans son rêve. Dans le premier niveau de rêve, ils se retrouvent dans un décor urbain et pluvieux, où ils enlèvent Fisher ; mais leur plan prend rapidement une tournure désastreuse, lorsqu'ils réalisent que leur cible a préalablement été entraînée à lutter contre les incursions étrangères dans son subconscient. Cet entraînement prend la forme d'une équipe de sécurité privée et lourdement armée qui prend pour cible les « intrus », à savoir Cobb et son équipe. Au cours de l'attaque, Saito est gravement blessé. Finalement, ils se réfugient dans une cachette, et tentent d'amadouer Fisher, grâce à la présence de son parrain, Peter Browning, interprété par Eames. Celui-ci évoque l'existence d'un second testament secret laissé par Maurice Fisher à l'intention de son fils. Cobb décide de descendre à un niveau de rêve inférieur et ils s'échappent dans une camionnette conduite par Yusuf, tout en se plongeant dans ce nouveau rêve emboîté. La camionnette est prise en chasse par l'équipe de sécurité de Fisher jusqu'à un pont où, d'après le plan, une chute dans la rivière donnerait aux rêveurs la « décharge » (une sensation de chute) nécessaire pour les réveiller, si tant est qu'elle soit coordonnée avec les décharges des niveaux de rêve inférieurs.
D'après la règle qui veut que la vitesse de pensée soit potentialisée dans les niveaux de rêve les plus profonds, le temps s'y déroule donc plus lentement que dans le niveau de rêve supérieur. Ainsi, les quelques minutes de course-poursuite dans la camionnette correspondent à plusieurs heures dans les rêves inférieurs. Dans le deuxième niveau de rêve, un hall d'hôtel d'affaires, Cobb accoste Fisher en lui disant qu'il est une projection de son esprit, un allié dans la protection de son subconscient contre des forces extérieures voulant lui extraire des informations. Fisher se laisse duper et accepte de le suivre dans un troisième niveau de rêve, où il va tenter de mettre la main sur le second testament de son père et de prendre connaissance de son contenu. Alors qu'Arthur a la tâche de trouver un moyen de leur donner une décharge dans ce deuxième niveau, Cobb, Ariane, Saito, Eames et Fisher s'endorment à nouveau et se retrouvent dans le troisième niveau, une forteresse hautement sécurisée en montagne. Après avoir réussi à s'infiltrer au cœur de la place forte, les choses se compliquent, lorsque Saito succombe à ses blessures et que Fisher est abattu par Mal avant d'avoir pu ouvrir le coffre-fort contenant le testament. Mais Ariane persuade Cobb de pénétrer dans un dernier niveau de rêve, le plus profond, appelé les « limbes », où se rassemblent tous ceux qui meurent dans un rêve mais qui, en raison des grosses doses de sédatifs, sont incapables de se réveiller, et sont donc condamnés à y errer pour l'éternité (le temps y étant distendu à l'infini).
Dans les limbes, Cobb retrouve une projection de Mal, qui tente de le convaincre de rester avec elle. Cobb révèle à Ariane comment il savait que l'inception était chose possible : il l'avait déjà réalisée avec sa femme. À une époque, ils avaient décidé de s'installer dans les limbes et avaient construit tout un monde là-bas. Mal avait fini par oublier que ce n'était pas la réalité, mais Cobb voulait revenir dans le monde réel. Il lui avait alors inséré l'idée qu'elle était dans un rêve, espérant ainsi la ramener dans la réalité. Mais l'idée avait tellement bien germé dans l'esprit de Mal qu'elle s'est finalement persuadée que la réalité dans laquelle elle avait émergé était simplement un niveau supérieur du rêve, et que la réalité était plus haut encore. Alors qu'Ariane saute dans le vide avec Fisher pour se réveiller avec lui dans le troisième niveau de rêve, Cobb part à la recherche de Saito, piégé lui aussi dans les limbes, sans qui il n'a aucune chance de retrouver ses enfants. Dans la forteresse, Fisher ouvre le coffre-fort où il découvre le fameux testament de son père, qui le convainc de ne pas suivre ses traces et de vivre une autre vie que la sienne. L'inception réussit donc, puisque Fisher, touché par la prétendue dernière volonté de son père, accepte de démanteler l'empire commercial de ce dernier. Cobb rencontre un Saito déjà devenu sénile et le persuade de tenir son engagement et de revenir à la réalité avec lui. Peu après, tous se réveillent dans l'avion alors que l'appareil amorce sa descente sur Los Angeles. Saito passe un appel, après quoi Cobb franchit sans problème les contrôles de sécurité de l'aéroport ; il rentre donc enfin chez lui et y retrouve ses enfants. Avant de les rejoindre, Cobb lance sa toupie sur la table. Celle-ci tourne et vacille légèrement, mais Cobb ne regarde pas le résultat .

## Fiche technique
- Titre original : Inception
- Titre québécois : Origine[2]

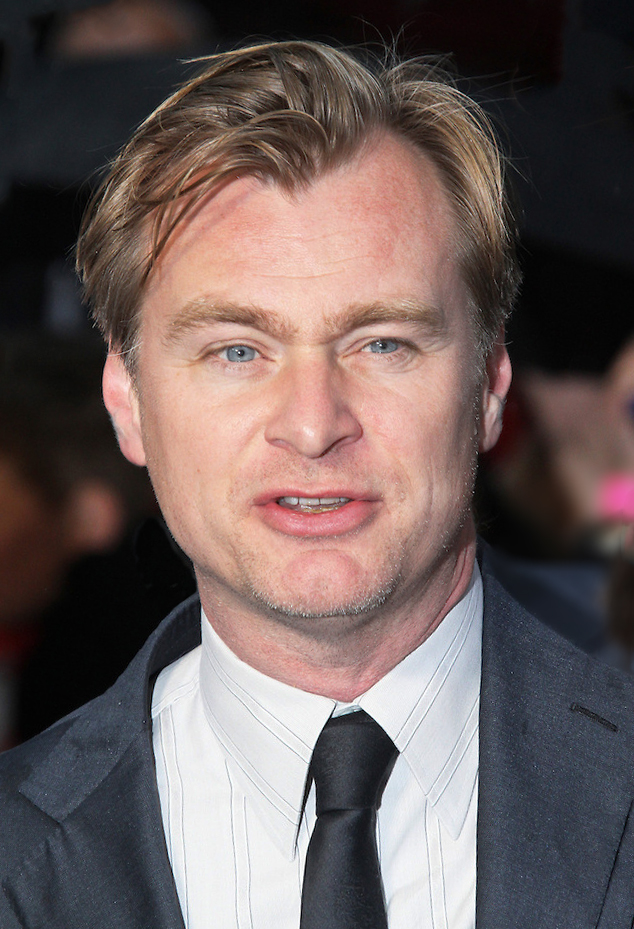
Christopher Nolan, le réalisateur, scénariste et producteur du film.

- Réalisation et scénario : Christopher Nolan
- Direction artistique : Luke Freeborn et Dean Wolcott
- Décors : Guy Hendrix Dyas
- Costumes : Jeffrey Kurland
- Photographie : Wally Pfister
- Montage : Lee Smith
- Musique : Hans Zimmer
- Production : Christopher Nolan et Emma Thomas
  - Production déléguée : Chris Brigham et Thomas Tull
  - Coproduction : Jordan Goldberg
  - Production associée : Thomas Hayslip
- Sociétés de production : Warner Bros. Pictures, Legendary Pictures et Syncopy Films
- Société de distribution : Warner Bros.
- Budget : 160 millions USD[3]
- Pays de production :  États-Unis et  Royaume-Uni
- Langue originale : anglais, japonais et français
- Format : couleur — 35 mm et 65 mm — 2.40:1 — son Dolby Digital, DTS et SDDS
- Genre : Thriller et science-fiction
- Durée : 148 minutes
- Dates de sortie[4] :
  - États-Unis et Royaume-Uni : 16 juillet 2010
  - France et Belgique : 21 juillet 2010
- Classification : PG-13 aux États-Unis, 12A au Royaume-Uni, tous publics en France

## Distribution
- Leonardo DiCaprio (VF : Damien Ferrette ; VQ : Joël Legendre) : Dominic « Dom » Cobb, l'extracteur
- Joseph Gordon-Levitt (VF : Alexis Victor ; VQ : Hugolin Chevrette-Landesque) : Arthur, l'organisateur
- Elliot Page (VF : Jessica Monceau ; VQ : Annie Girard) : Ariane, l'architecte (crédité Ellen Page)
- Tom Hardy (VF : Patrice Baudrier ; VQ : Paul Sarrasin) : Eames, le faussaire
- Ken Watanabe (VF : Tōru Tanabe ; VQ : Tōru Tanabe / Stéphane Rivard) : Mr. Saito, le touriste
- Marion Cotillard (VF et VQ : elle-même) : Mallorie « Mal » Cobb, l'ombre
- Dileep Rao (VF : Gilles Morvan ; VQ : Tristan Harvey) : Yusuf, « le chimiste »
- Cillian Murphy (VF : Rémi Bichet ; VQ : Philippe Martin) : Robert Michael Fischer Jr., la cible
- Tom Berenger (VF : Jacques Frantz ; VQ : Mario Desmarais) : Peter Browning
- Michael Caine (VF : Frédéric Cerdal ; VQ : Vincent Davy) : Professeur Stephen Miles
- Lukas Haas (VF : Philippe Bozo ; VQ : Sébastien Reding) : Nash
- Pete Postlethwaite (VF : Jean-Bernard Guillard ; VQ : Aubert Pallascio) : Maurice Fischer

- Version française réalisée par Cinéphase sous la direction artistique de Michel Derain, avec une adapation de dialogues de Pierre Arson.

Sources et légende: version française (VF) et version québécoise (VQ)

Acteurs principaux
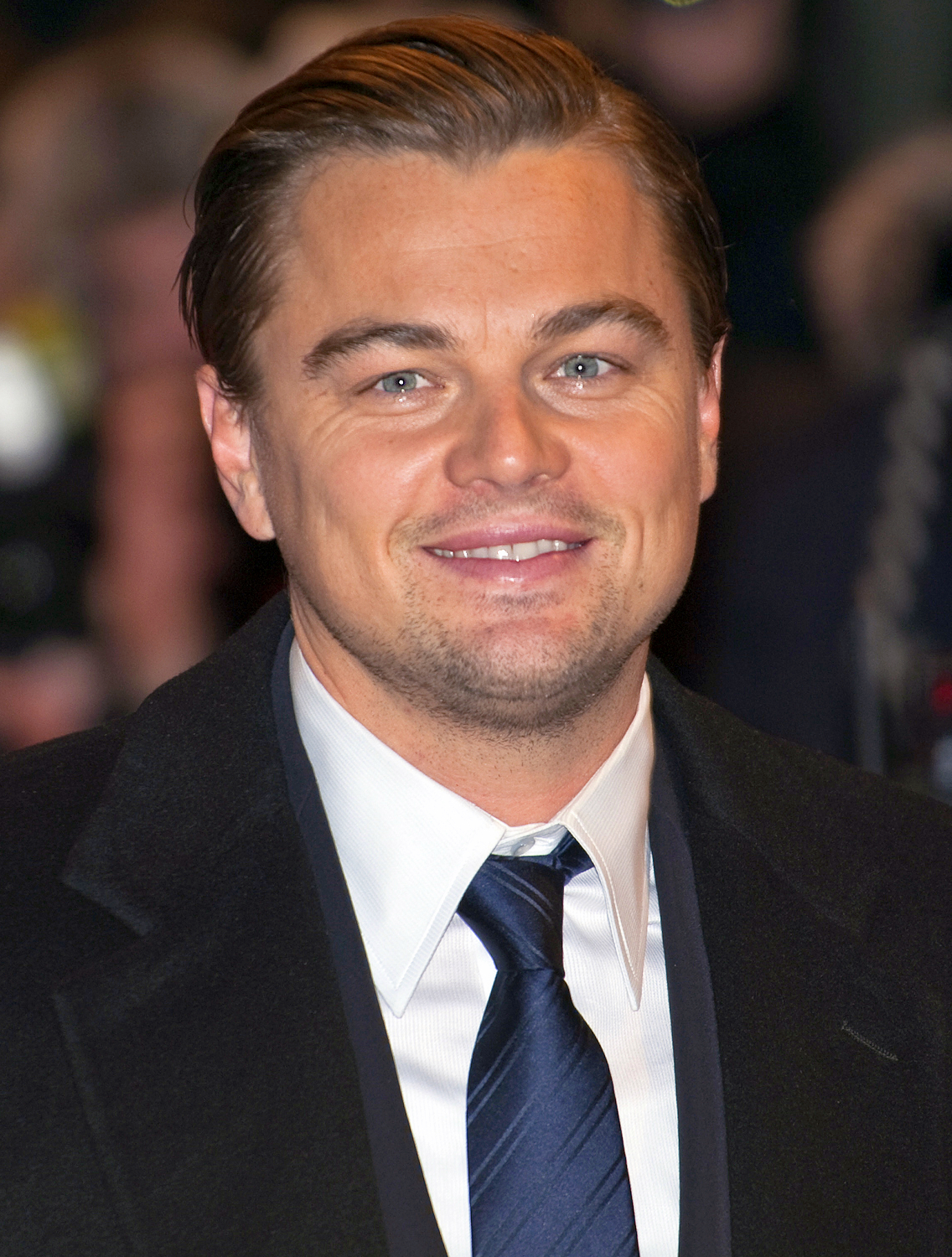
Leonardo DiCaprio
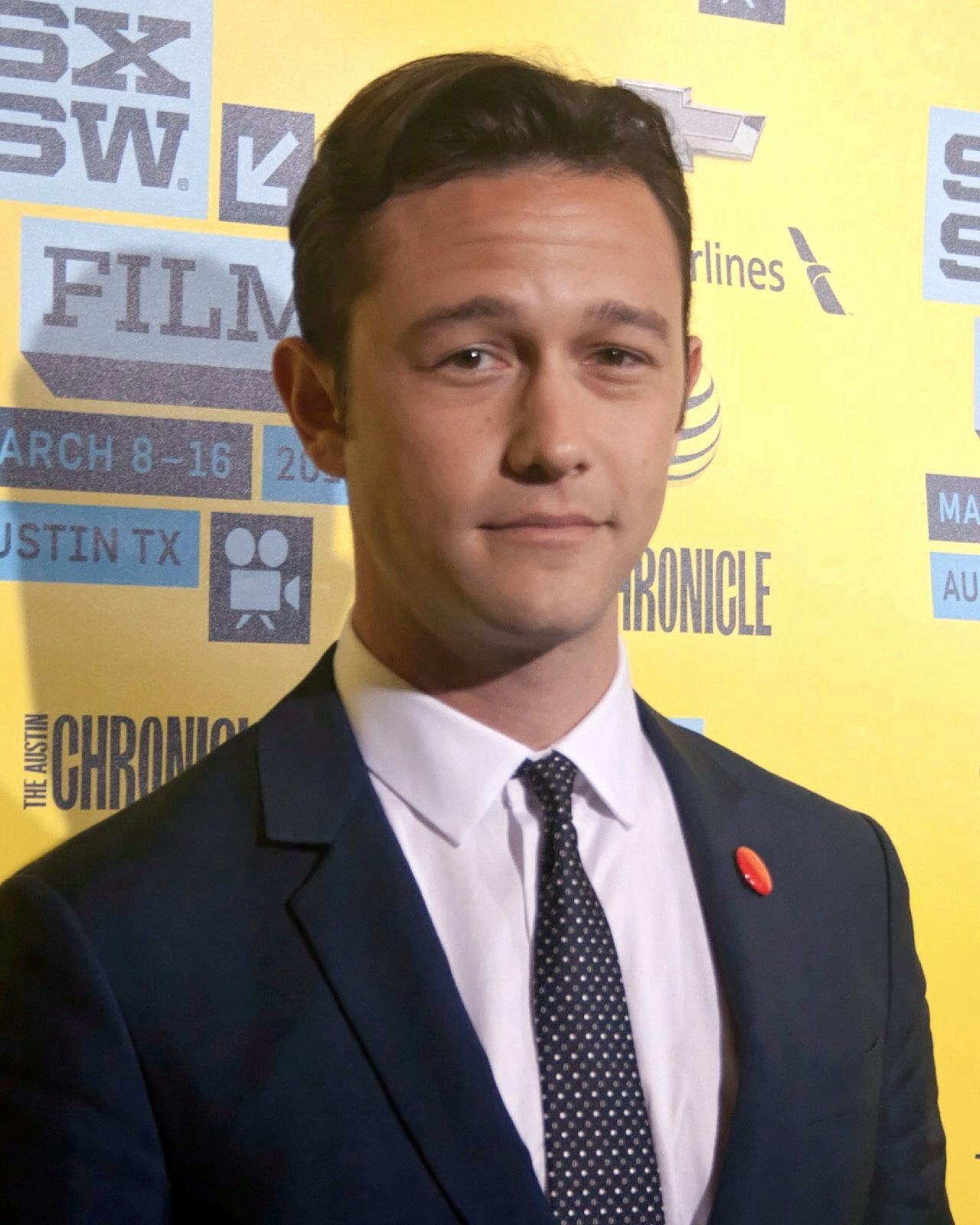
Joseph Gordon-Levitt
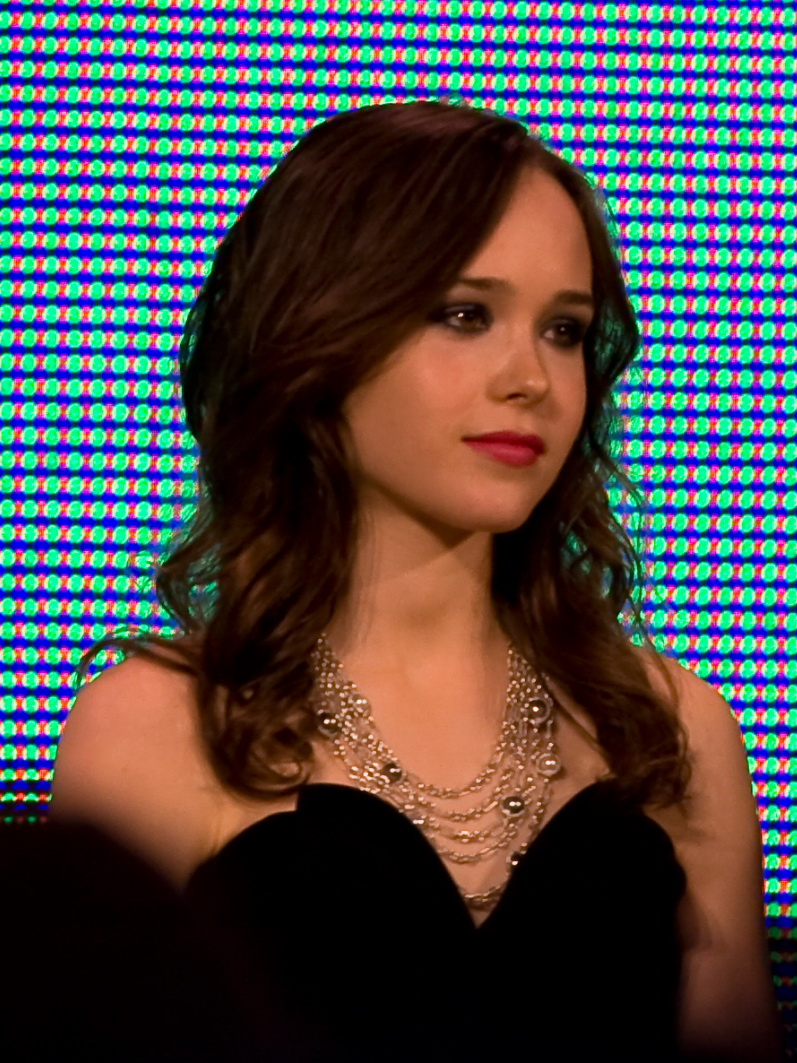
Elliot Page
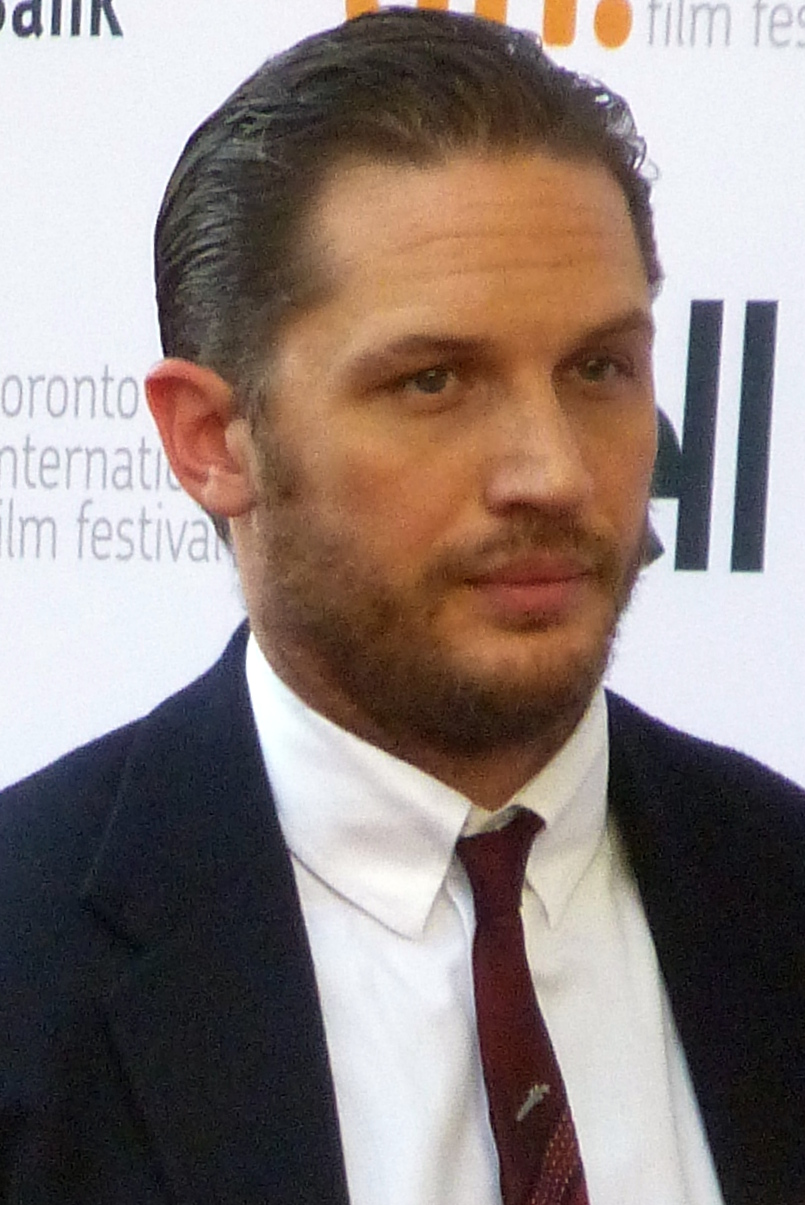
Tom Hardy
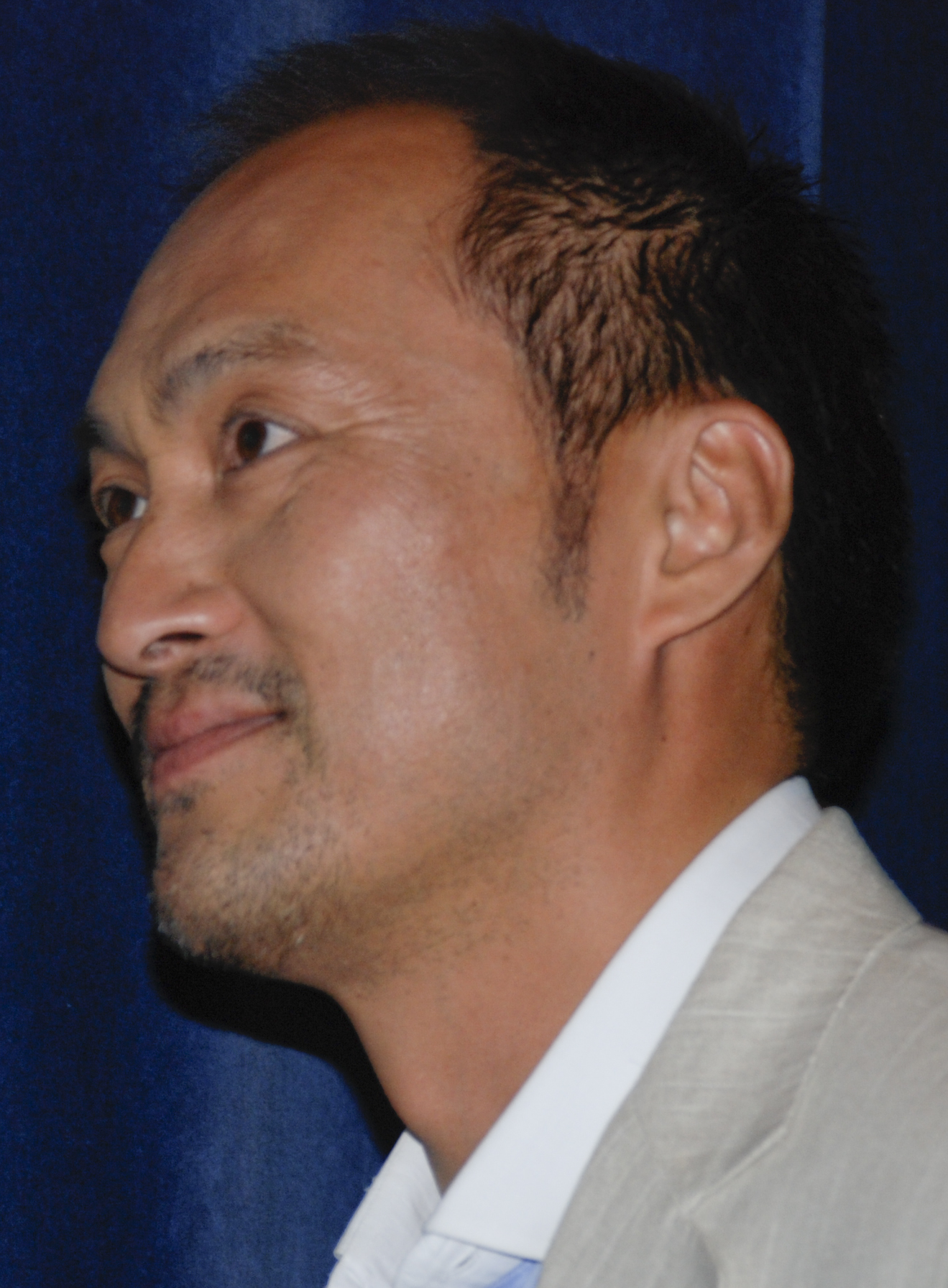
Ken Watanabe
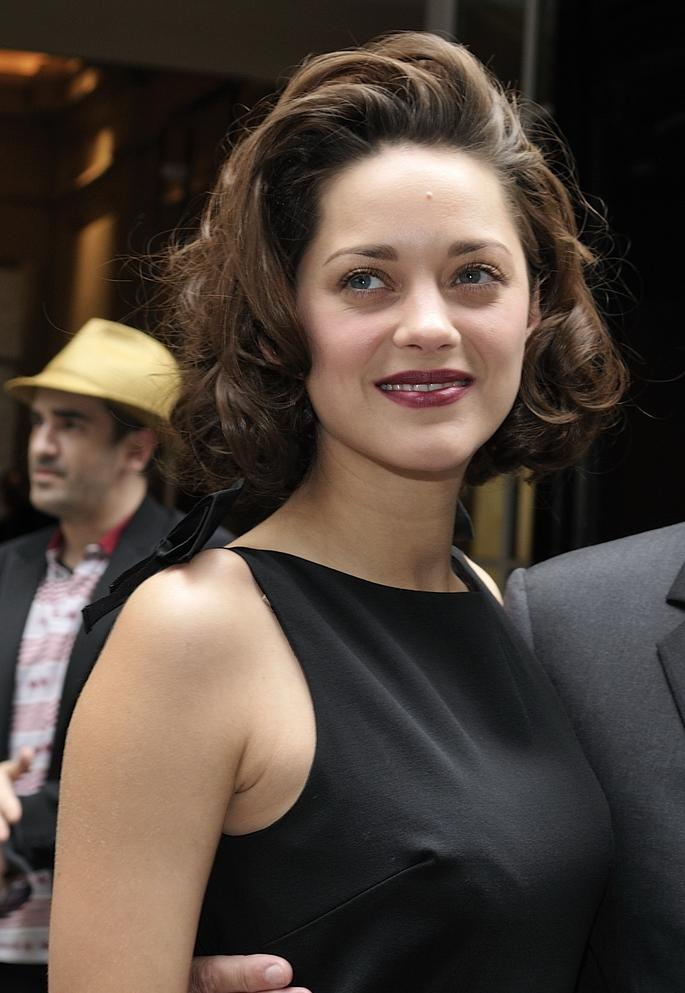
Marion Cotillard

## Production

### Développement

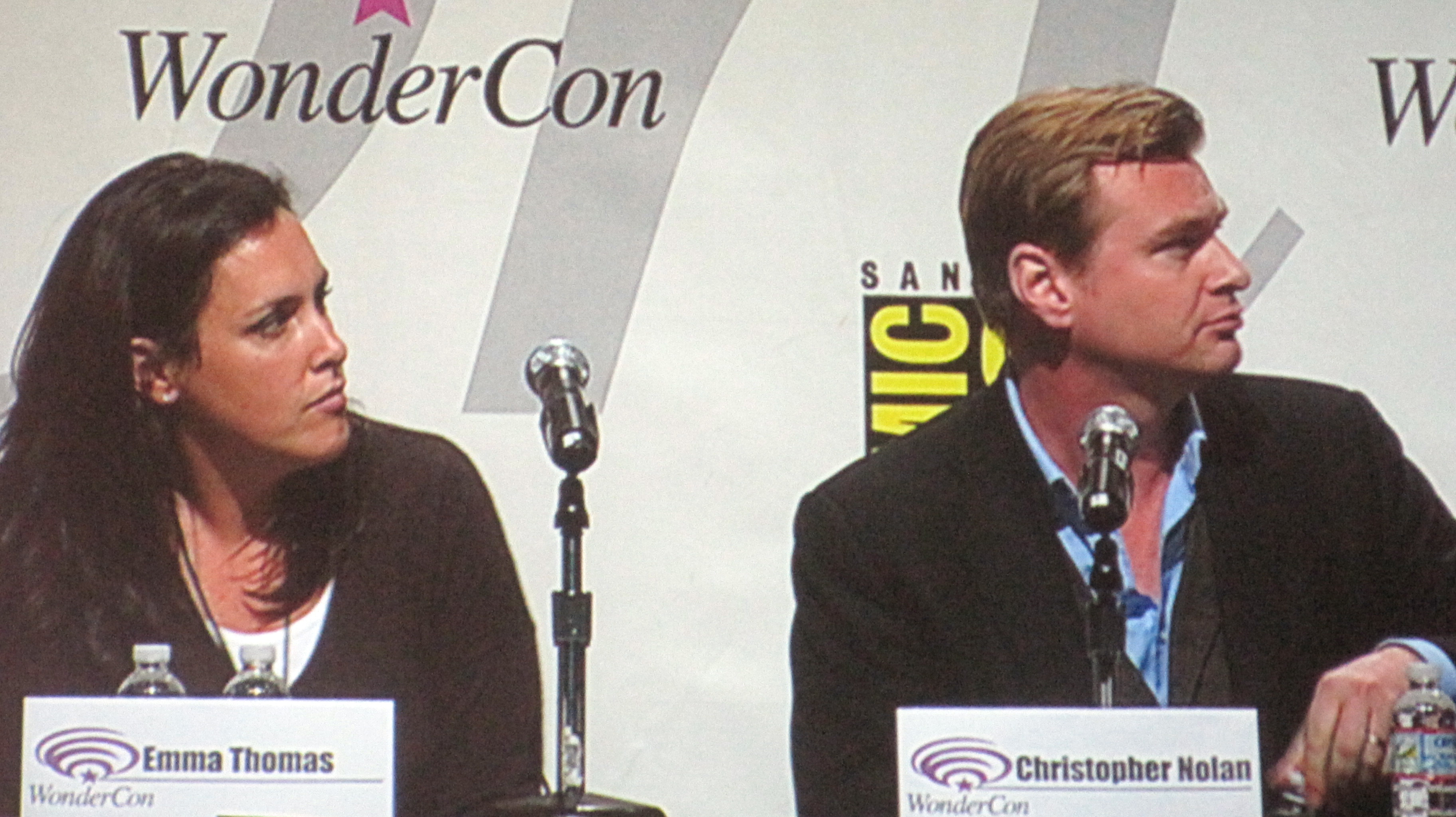
La productrice Emma Thomas et le réalisateur et scénariste Christopher Nolan au WonderCon 2010 pour la promotion du film.

L'élaboration d'Inception a pris presque dix ans à Christopher Nolan : il commence en effet au début des années 2000 par écrire un traitement de quatre-vingts pages racontant l'histoire d'un « voleur de rêves ». À l'origine, Nolan l'avait conçu comme un film d'horreur, mais l'a finalement transformé en un thriller et un film de casse, des films qui sont d'habitude, d'après le réalisateur, « délibérément superficiels en termes d'émotions. » En retravaillant son premier brouillon, il décide que le genre initial ne peut pas fonctionner parce que son histoire est devenue très fortement liée à l'idée d'un « état intérieur » envahi par les rêves et la mémoire : elle nécessite donc de creuser l'état émotionnel des personnages plutôt que de ne se concentrer que sur le casse.
Inception est le deuxième long métrage de Nolan, où il a été seul à travailler sur le scénario, après Following en 1999. En effet, les scénarios de Memento, sorti en 2000, et du Prestige, sorti en 2006, ont été écrits avec son frère Jonathan Nolan, et David S. Goyer a écrit avec lui les scénarios des trois films de Batman (Jonathan a participé aux deux derniers). Quant à Insomnia, sorti en 2002, le scénario a été écrit par Hillary Seitz.
Nolan a d'abord présenté le projet à Warner Bros. en 2001, mais le studio, sentant qu'il avait besoin de plus d'expérience sur des films de grande ampleur, l'a d'abord recruté pour réaliser Batman Begins en 2005 puis The Dark Knight en 2008 et enfin The Dark Knight Rises en 2012. Nolan convient qu'un film comme Inception a besoin d'un énorme budget, parce que « Dès que l'on parle des rêves, le potentiel de l'esprit humain est infini. Et donc l'échelle du film doit paraître illimitée. On doit avoir le sentiment que ça pouvait aller partout et nulle part à la fin du film. Et ça doit fonctionner à une énorme échelle,,. » Après The Dark Knight, Nolan passe six mois à peaufiner le scénario avant que la Warner n'accepte de l'acheter en février 2009. Il explique que pour compléter le script, il s'est demandé ce qui arriverait si plusieurs personnes partageaient le même rêve : « une fois qu'on abolit l'intimité [du rêve individuel], on a créé un nombre infini d'univers alternatifs dans lesquels les gens interagissent de façon significative, avec de la validité, du poids, avec des conséquences spectaculaires,... » Nolan a finalement passé des mois à réécrire le scénario pour s'assurer que le parcours émotionnel du personnage principal était finalement le moteur du film. Emma Thomas, la femme de Nolan, a produit tous ses films depuis son court métrage Doodlebug ; ils sont ensemble les producteurs du film.

### Influences
Nolan dit s'être inspiré des expériences de rêve lucide qu'il a vécues étant adolescent et des points communs retrouvés dans les rêves des gens, comme la sensation de tomber,,,. Il s'est aussi inspiré de « cette époque où l'on avait des films comme Matrix, comme Dark City, comme Passé virtuel et, dans une certaine mesure, aussi comme Memento. Ils étaient fondés sur le principe que le monde autour de nous pourrait ne pas être réel,,. » Le réalisateur cite aussi les films d'Alfred Hitchcock La Maison du docteur Edwardes, Sueurs froides et Pas de printemps pour Marnie comme inspiration des représentations de l'esprit humain. Christopher Nolan ajoute avoir été influencé par l'œuvre de l'écrivain argentin Jorge Luis Borges, et par le roman fantastique de Lewis Carroll, Alice au pays des merveilles, pour la construction d'un univers où ce qui semble impossible devient possible.
Des commentateurs mentionnent également les films L'Année dernière à Marienbad d'Alain Resnais, 2001, l'Odyssée de l'espace de Stanley Kubrick, eXistenZ de David Cronenberg, et notent une atmosphère d'étrangeté et d'onirisme parfois proche de celle créée par David Lynch. Ils pointent également divers éléments communs avec Le Locataire de Roman Polanski pour le film vécu comme un long cauchemar et le système de boucle infernale ; avec Blade Runner de Ridley Scott pour le travail sur la mégalopole, l'onirisme et l'ambiguïté de la fin ; et avec La Clepsydre de Wojciech Has pour le paradoxe narratif et le rythme, et rapprochent Inception d'une version lynchienne de James Bond,, ou du film Dreamscape de Joseph Ruben,.
Un grand nombre de similarités entre le film d'animation Paprika de Satoshi Kon et celui de Nolan ont été remarquées par les critiques à la sortie du film, à commencer par le thème commun de l'intrigue, l'intrusion dans le rêve de quelqu'un d'autre. Quelques exemples de séquences reprises par Nolan au film de Kon : la scène où l'architecte de l'esprit Ariane brise un miroir dans un rêve, celle de l'ascenseur, ou encore les courses poursuites dans les couloirs du deuxième niveau du rêve où est pratiqué l'inception,, . Bien que l'influence de Paprika soit évidente, Christopher Nolan n'a jamais publiquement confirmé qu'il s'était inspiré de ce film, les liens entre ce film d'animation japonais et Inception étant systématiquement faits par des commentateurs et non par Nolan lui-même. 
Le magazine The New Yorker compare le traitement cinématographique de Nolan aux rêves représentés dans les films Belle de jour et Le Charme discret de la bourgeoisie de Luis Buñuel. Enfin, l'histoire de la bande dessinée Le Rêve d'une vie narrant les aventures de l'oncle Picsou, Donald Duck et ses neveux, et publiée dans Picsou Magazine en 2004, comporte des similarités avec le scénario du film, notamment le fait d'entrer dans les rêves afin d'y voler des secrets,,.
Par ailleurs, Inception diffère des films de la franchise Matrix par le fait que ceux-ci mettent en scène des personnages opprimés par des ordinateurs et autres machines dans un monde autoritaire, monde typique de Michel Foucault et Jean Baudrillard développé dans leurs théories sur le contrôle social. Le monde d'Inception, lui, se rapproche du travail de Gilles Deleuze et Félix Guattari, un monde où les différentes dimensions ont toujours été « là », indissociables et dépendantes les unes des autres, et à travers lesquelles les personnages ont appris à se déplacer.

### Choix des interprètes

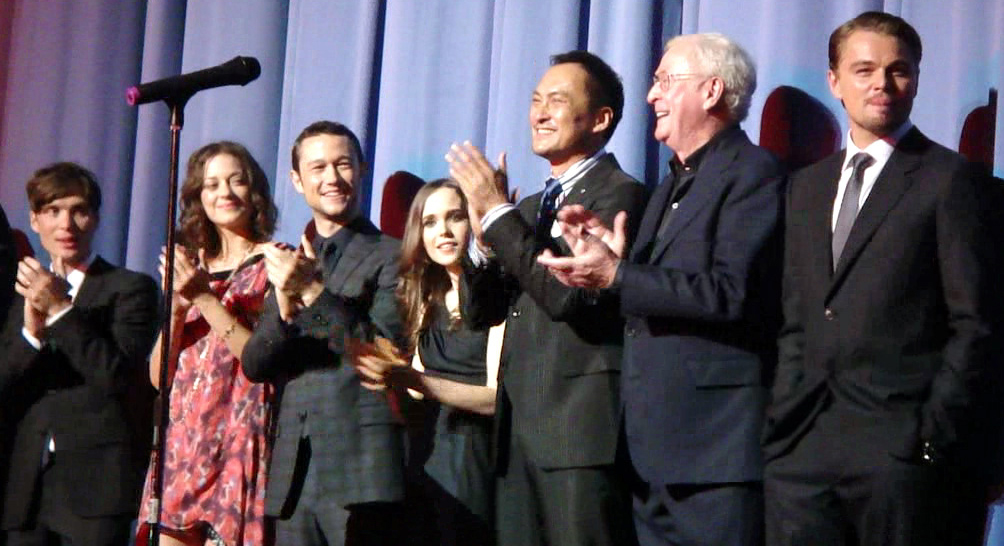
De gauche à droite : Cillian Murphy, Marion Cotillard, Joseph Gordon-Levitt, Elliot Page, Ken Watanabe, Michael Caine et Leonardo DiCaprio.

Leonardo DiCaprio est le premier acteur à être embauché pour le film. Nolan avait déjà essayé de l'engager pour l'un de ses précédents films, mais avait jusqu'alors été incapable de le convaincre de travailler avec lui. DiCaprio accepte finalement d'apparaître dans Inception, déclarant qu'il était « intrigué par le concept — cette notion de film de casse onirique et comment ce personnage va déverrouiller son monde imaginaire et, à terme, affecter sa réalité,. » L'acteur trouve que le scénario est « très bien écrit, complet, même si vous avez vraiment besoin de Chris en personne, pour tenter de faire ressortir certaines des choses qui ont tourné dans sa tête pendant les huit dernières années,. » Le rôle de Dominic Cobb a préalablement été offert à Brad Pitt et Will Smith,. Par ailleurs, le nom du personnage est similaire à celui du héros dans le premier film de Nolan, Following. Pour le film, Nolan retrouve de nombreux acteurs avec lesquels il a déjà travaillé : Michael Caine pour la quatrième fois après Batman Begins, Le Prestige et The Dark Knight, Cillian Murphy pour la troisième fois, après avoir tenu le rôle du Dr Jonathan Crane dans Batman Begins et The Dark Knight, Russ Fega après Memento et Le Prestige, ainsi que Ken Watanabe cinq ans après Batman Begins.
Après DiCaprio, Nolan contacte l'acteur irlandais Cillian Murphy et lui propose de choisir son rôle, et celui-ci se décide pour le rôle de la cible, Robert Fischer, décrit par son interprète comme un « gamin irritable en manque d'attention paternelle, il a tout sur le plan matériel, mais il a un profond manque émotionnel ». L'acteur dit s'être inspiré des fils du magnat des médias Rupert Murdoch, « pour ajouter à tout cela l'idée de vivre dans l'ombre de quelqu'un d'aussi immensément puissant ». James Franco devait à l'origine tenir le rôle d'Arthur, mais en raison d'un conflit d'emploi du temps, il a été remplacé par Joseph Gordon-Levitt. Celui-ci décrit son personnage comme étant « celui qui dit [à Cobb] : « OK, tu as ton idée ; de mon côté je vais gérer les détails pratiques pour que tu puisses réussir,. »
Le rôle d'Ariane (Ariadne en anglais, nom issu de la graphie grecque) est inspiré par la princesse homonyme de la mythologie grecque, fille du roi Minos et sauveuse du héros Thésée en l'aidant à s'échapper du labyrinthe qui retenait le Minotaure. Nolan, après avoir envisagé Evan Rachel Wood, Emily Blunt, Rachel McAdams, Emma Roberts, Jessy Schram et Carey Mulligan, engage Elliot Page, qui a interprété le rôle principal dans le film Juno. Il explique que l'artiste canadienne, désormais appelée Elliot, « est une combinaison parfaite de fraîcheur et de jugeote et de maturité au-delà de son âge,. » Page ajoute que son personnage, Ariane, est en quelque sorte un proxy (un intermédiaire) entre le public et l'histoire, puisqu'elle apprend en même temps que les spectateurs le concept des rêves partagés. Le Britannique Tom Hardy interprète le voleur d'identité Eames, « un vieux diplomate dans le genre de Graham Greene possédant une sorte de grandeur ternie, usée – un mélange entre un vieil amant de Shakespeare et un membre des forces spéciales de Sa Majesté,. » Le rôle de Mal échoit à Marion Cotillard après le refus de Kate Winslet. Gordon-Levitt, Cotillard et Hardy retrouvent également Nolan en 2012 pour le dernier épisode de la franchise Batman, The Dark Knight Rises.
Nolan a écrit le rôle de Saito pour l'acteur japonais Ken Watanabe qui jouait le rôle du faux antagoniste Ra's al Ghul de Batman Begins,. Watanabe explique qu'il a essayé de faire ressortir différentes caractéristiques de son personnage selon le niveau du rêve dans lequel il se trouvait. Enfin, Dileep Rao décroche le rôle du chimiste, « un pharmacologue d'avant-garde, engagé par des gens comme Cobb, qui veulent faire ce boulot sans surveillance, sans enregistrement et sans validation de quiconque,. »

### Tournage
Le tournage du film commence le 19 juin 2009 à Tokyo, avec la scène de l'hélicoptère où Saito engage Cobb,. Les scènes inspirées par l'île d'Ha-shima, au large de Nagasaki, ont été reconstituées numériquement à partir de décors filmés au Maroc.

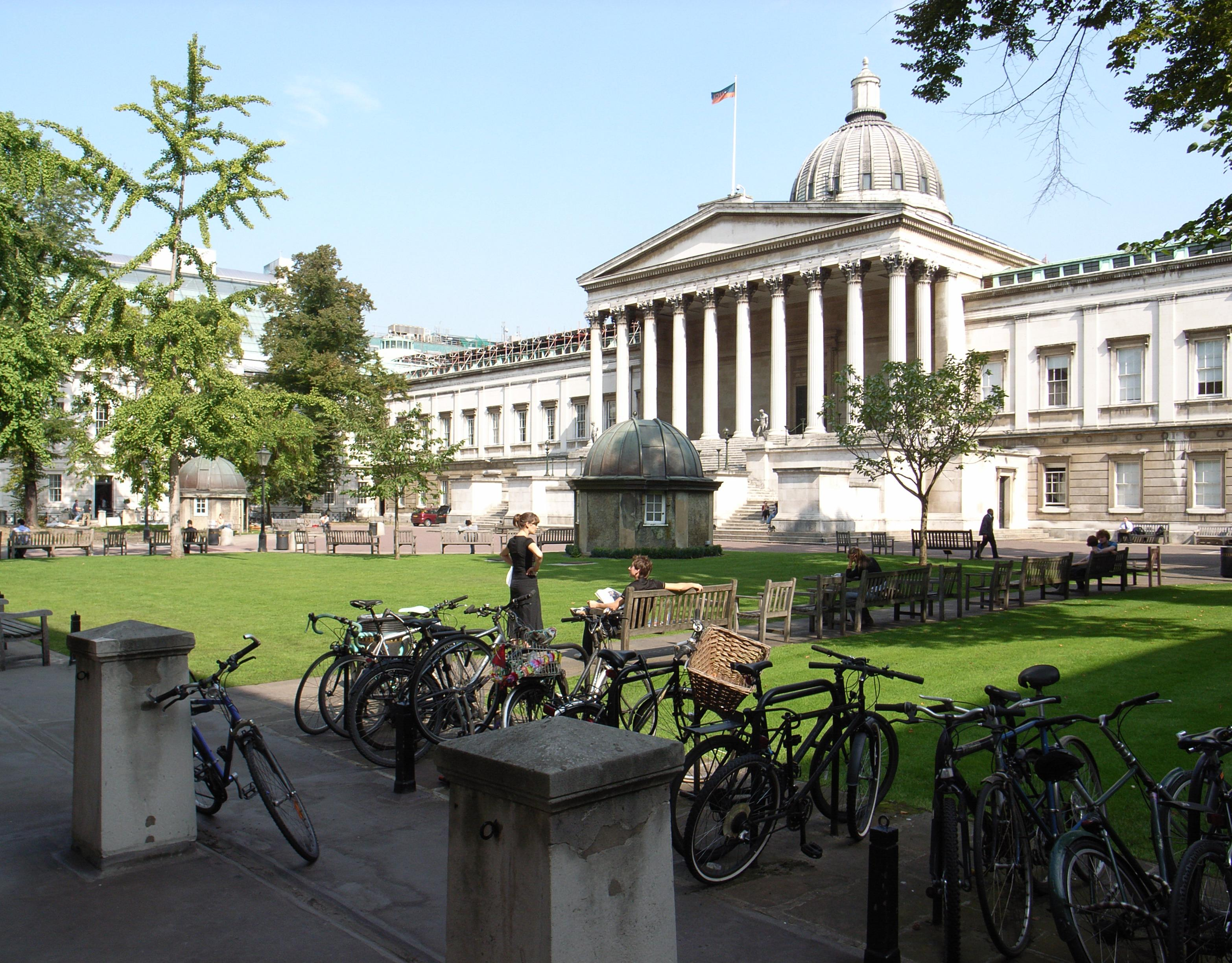
L'University College de Londres.

La production se déplace ensuite à Cardington, au nord de Londres, dans un ancien hangar à dirigeables où est construit le bar de l'hôtel qui s'incline à trente degrés. Le couloir de l'hôtel y a également été réalisé par le chef décorateur Guy Hendrix Dyas, le superviseur des effets spéciaux Chris Corbould et le directeur de la photographie Wally Pfister. Le décor pivote à 360 degrés pour créer l'effet de la disparition de la gravité dans le deuxième niveau de rêve. L'idée du couloir a été inspiré par la technique utilisée par Stanley Kubrick dans 2001, l'Odyssée de l'espace en 1968 : Nolan explique avoir été intéressé par ses idées techniques et philosophiques, qu'il a appliquées à un film d'action. Les décorateurs avaient, à l'origine, prévu de construire un couloir d'une douzaine de mètres, mais alors que le scénario est devenu plus élaboré, ils décident de l'allonger pour atteindre trente mètres. Suspendu à l'intérieur de huit anneaux concentriques équidistants, le tout est piloté par deux énormes moteurs électriques, à la manière d'une « roue de hamster géante » (Gordon-Levitt) ou d'un « étrange instrument de torture » (Nolan). Le 15 juillet 2009, l'équipe s'installe à l'University College de Londres situé à Bloomsbury, pour les scènes censées se dérouler dans une université parisienne. La production investit la bibliothèque d'UCL, ainsi que la Flaxman Gallery et le Gustav Tuck Theatre.

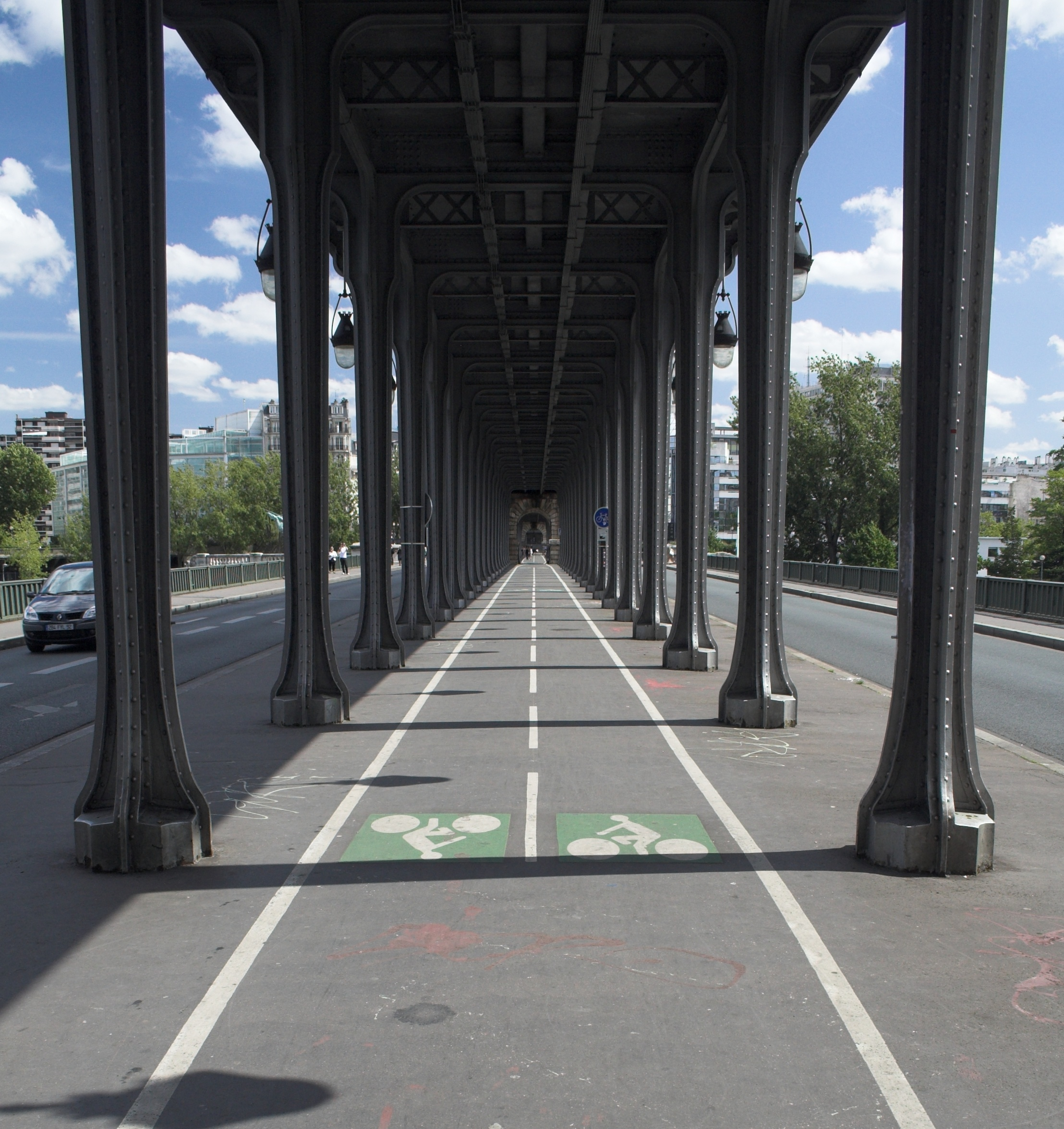
Le pont de Bir-Hakeim à Paris.

Le 17 août 2009, la production arrive à Paris, où sont filmées les scènes où Cobb entre à l'école d'architecture (le musée Galliera), ainsi que les scènes où Cobb explique à Ariane le principe des rêves partagés. Le bistro est créé de toutes pièces à l'angle des rues César-Franck et Bouchut, puis le reste de la scène est filmé aux alentours du pont de Bir-Hakeim. Alors que les autorités parisiennes interdisent l'utilisation d'explosifs dans la scène du bistro, les techniciens utilisent de l'azote à haute pression. Le directeur de la photographie met en place six caméras pour filmer la séquence sous plusieurs angles. Des écrans verts sont utilisés sur place pour les séquences du « Paris pliant » et du pont, avant l'incrustation d'images de synthèse en postproduction.
Le 24 août 2009, l'équipe se rend au Maroc, où la ville de Tanger est utilisée pour figurer Mombasa (au Kenya). La poursuite à pied est filmée dans la médina, grâce à une combinaison de caméras à main et de steadicam. C'est également à Tanger qu'est filmée l'émeute du second rêve de Saito au début du film.

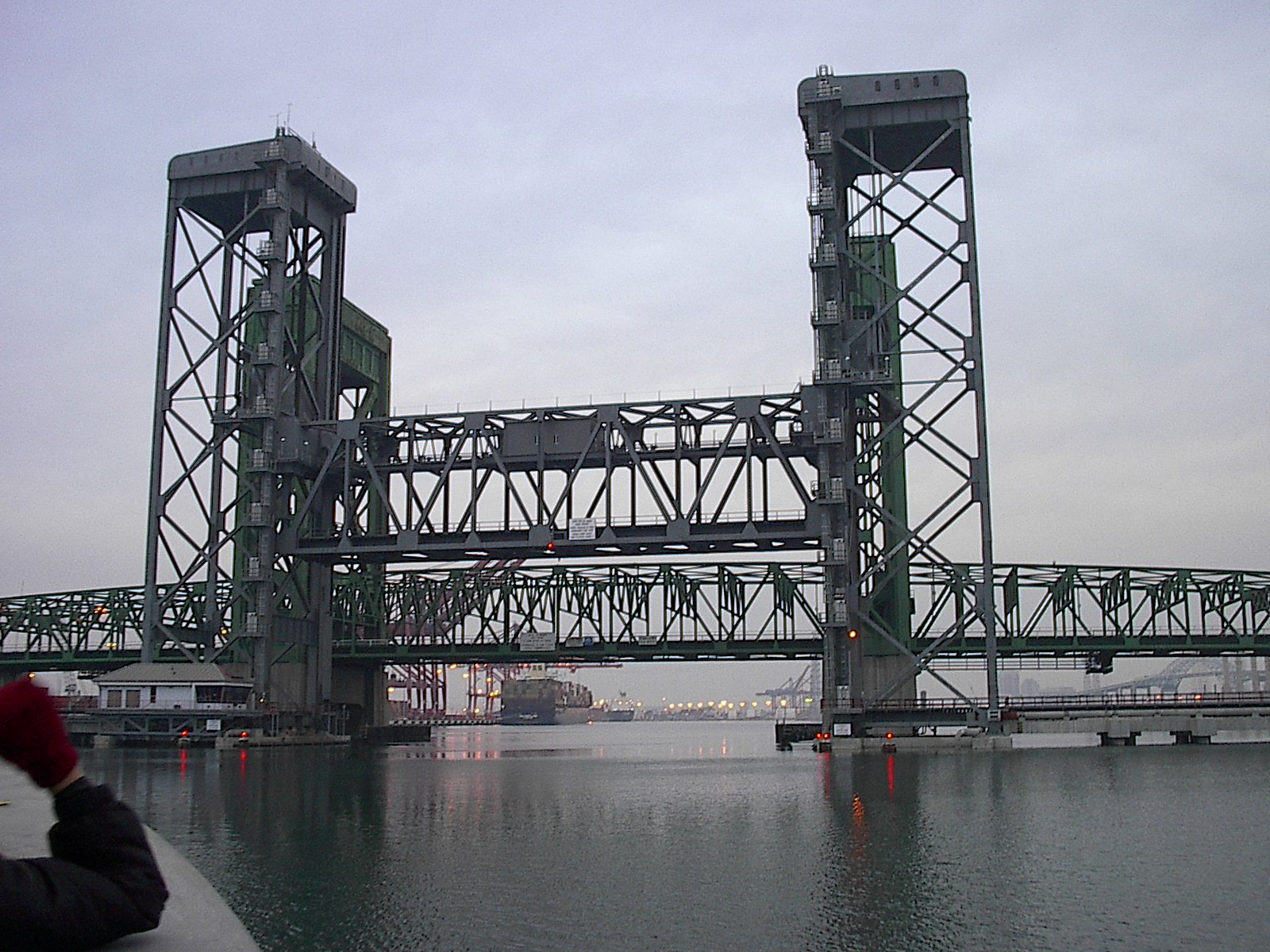
Le Schuyler Heim Bridge à Los Angeles.

De septembre à novembre, la production se déplace à Los Angeles, dans les studios de la Warner. Y sont construits plusieurs décors intérieurs, comme le château japonais de Saito (l'extérieur a été filmé sur une plage de Malibu). La salle à manger du château a été inspirée de celle du château de Nijō, construit au XVIIe siècle à Kyoto. L'ensemble des décors est basé sur l'architecture japonaise, à laquelle ont été ajoutées quelques influences occidentales. Toujours à Los Angeles, les cascadeurs ont chorégraphié une course-poursuite dans le quartier d'affaires. Pour représenter le train qui surgit de nulle part au milieu des rues, la production a construit une locomotive sur le châssis d'un semi-remorque, fabriquée en fibres de verre normalement utilisées pour mouler d'authentiques parties de trains. De plus, la course-poursuite devait, selon le scénario, se dérouler sous la pluie ; or, le temps qui règne habituellement à Los Angeles est presque uniquement ensoleillé. Pour le tournage, des canons à eau ont donc été installés sur les toits des immeubles pour donner au public l'impression d'un temps couvert et pluvieux. La scène où le van Ford Econoline tombe au ralenti dans le port a été filmée au Schuyler Heim Bridge. D'autres scènes ont été tournées dans les environs de Los Angeles : la maison de Cobb se situe à Pasadena ; le hall de l'hôtel est celui du CAA Building de Century City ; une partie des limbes a été filmée sur la plage de Palos Verdes (une autre partie a été tournée au Maroc).
La dernière partie du tournage s'est déroulée au Canada, dans la province de l'Alberta, en novembre 2009. Le régisseur y a découvert une station de ski fermée nommée Fortress Mountain. Un décor élaboré, résultant de plus de trois mois de travail, a été assemblé près du sommet, monté grâce au télésiège de la station. La production a également dû attendre qu'une tempête se déclare pour filmer. La poursuite à ski est inspirée de Au service secret de Sa Majesté l'un des James Bond préférés de Christopher Nolan.

### Postproduction
Le film a été tourné principalement en format anamorphosé de 35 mm, ainsi que quelques séquences en 65 mm et les séquences aériennes en VistaVision. Contrairement à The Dark Knight, aucune image n'a été filmée en IMAX. Les séquences au ralenti ont été tournées grâce à une caméra Photo-Sonics 35 mm à une vitesse de 1 000 images par seconde. Le directeur de la photographie Wally Pfister a également testé l'utilisation d'une caméra numérique à haute vitesse, mais le nombre de problèmes techniques rencontrés a contre-indiqué son choix pour le montage final. Nolan a choisi de ne pas tourner le film en 3D, préférant filmer avec un objectif à focale fixe, ce qui est impossible à faire avec les caméras 3D. Nolan a par ailleurs critiqué l'image sombre que la projection en 3D produit, et contredit ceux qui affirment que le film traditionnel ne permet pas une perception de la profondeur réaliste : « Je crois qu'il est inapproprié d'opposer la 3D et la 2D. Tout le principe des images cinématographiques est de refléter les trois dimensions... 95 % de la profondeur que l'on perçoit à l'écran vient des techniques d'occlusion, de la résolution, de la couleur et ainsi de suite, donc l'idée d'appeler un film en 2D, « film en 2D » est un peu trompeur,. » Le réalisateur a cependant fait un test de conversion en 3D en postproduction, mais a estimé que, même si cela était possible, il allait manquer de temps pour terminer la conversion selon un niveau de qualité qui le satisferait,. Pfister a tenté de donner à chaque lieu et niveau de rêve une apparence différente, afin d'aider le public à différencier la narration pendant la partie de montage rapide aux deux tiers du film. La forteresse de la montagne semble stérile et froide, les scènes dans l'hôtel possèdent des teintes chaudes, alors que les scènes dans le van sont plus neutres.
Pour les séquences oniriques du film, Nolan a utilisé un peu d'images de synthèse, mais leur a préféré des effets visuels lorsque c'était possible. Il explique que « c'est toujours très important pour moi de filmer le plus possible, et ensuite, lorsque c'est nécessaire, les images générées par ordinateur sont très utiles pour compléter ou mettre en valeur ce que vous avez atteint physiquement,. » Pour cela, le superviseur des effets visuels Paul Franklin a créé une maquette du décor de la montagne et l'a fait exploser. La scène de combat sans gravité a été tournée avec l'ajout d'effets créés par ordinateur afin de tordre subtilement des éléments tels que la physique, l'espace et le temps.
L'effet le plus difficile à réaliser a été la ville des « limbes » parce qu'elle s'est développée de façon continue au cours de la production. Franklin a embauché des artistes qui ont construit divers concepts urbains, alors que Nolan avait sa version idéale personnelle : « quelque chose de glacial, clairement moderniste dans son architecture, mais avec des pans entiers s'effondrant dans la mer comme des icebergs,. » Franklin et son équipe finalisent une ville qui ressemble à une « version iceberg » de Gotham City, mais avec en plus de l'eau qui court à travers. Pour cela, ils ont créé un modèle informatique de base d'un glacier, après quoi des designers ont inséré un programme qui créait des éléments comme des routes, des intersections ou des ravins, jusqu'à obtenir un ensemble complexe ressemblant à une ville, tout en conservant un aspect organique. Pour la séquence du Paris-pliant, Franklin a fait appel à des artistes qui ont proposé des dessins conceptuels à partir desquels son équipe a créé des animations informatiques brutes. Plus tard, pendant le tournage, Nolan a ainsi pu diriger DiCaprio et Page dans cette animation créée par ordinateur. Inception ne compte pas moins de 500 effets visuels, ce qui est cependant assez peu comparé aux films à effets spéciaux contemporains qui peuvent contenir de 1 500 à 2 000 effets spéciaux.
Les effets visuels ont été réalisés par Double Negative et New Deal Studios.

### Bande originale
Bandes originales par Hans Zimmer
Voyage dans l'espace-temps
(2010) Megamind
(2010)
La musique du film a été composée par Hans Zimmer, qui signe ainsi sa troisième collaboration avec Christopher Nolan après Batman Begins et The Dark Knight. Il décrit son travail comme « une bande originale électronique et dense, [pleine de] nostalgie et de tristesse,. » Écrite en simultané avec le tournage du film, la musique contient un son de guitare rappelant Ennio Morricone. Pour interpréter ces partitions de guitare, Hans Zimmer s'est tourné vers Johnny Marr, ancien guitariste du groupe de rock The Smiths.
La chanson Non, je ne regrette rien, chantée par Édith Piaf, apparaît à plusieurs reprises. Dans le film, ce titre annonce en effet le passage à une autre réalité. Par ailleurs, Zimmer a réutilisé certains morceaux de la partition dans la musique du film : en effet, il a révélé que toute la bande originale du film est basée sur la chanson de Charles Dumont, et que, selon ses propres mots, toute la musique de la bande-son est faite de subdivisions et de multiplications du tempo de la chanson d'Édith Piaf,. L'utilisation de Non, je ne regrette rien a été encouragée par Christopher Nolan lui-même, qui l'avait déjà incluse dans tout le script. L'un des éléments caractéristiques de la bande son est un choc puissant de basses, formé à partir de cette même chanson : cet élément, appelé Inception Sound ou plus communément désigné par une onomatopée, a été utilisé à outrance dans les bandes annonces de films d'actions qui ont suivi, au grand dam de Hans Zimmer.
L'album de la bande originale est sorti le 13 juillet 2010, édité par Reprise Records, alors que la majorité de la musique composée pour le film est également disponible en 5.1 surround sur le deuxième disque du coffret Blu-ray. La musique est nommée à l'Oscar de la meilleure musique de film, remportée en 2011 par Trent Reznor et Atticus Ross pour la bande originale de The Social Network.

## Thèmes

### Rêves et réalité
Le film explore différents thèmes, mais avant tout ceux du rêve et de la réalité, et de la confusion qui lie les deux. Le personnage de Cobb est obnubilé par une idée, similaire aux idées qui peuvent caractériser la victime d'une inception : « l'idée de personnes partageant un espace onirique... Cela vous donne la capacité d'accéder à l'inconscient de quelqu'un. Dans quel but user, abuser de cela, ? » Le rêve et ses différents niveaux interconnectés représentent la majorité de l'intrigue et constituent un contexte dans lequel les personnages naviguent ; les interactions entre les strates oniriques (une voiture qui bouge dans le premier niveau du rêve modifie la pesanteur du deuxième) sont un des protagonistes abstraits les plus importants du film.
Pour Deirdre Barrett, onirologue à l'université Harvard, le film présente des lacunes sur le plan des rêves, mais leur nature illogique, aléatoire et décousue n'en fera jamais un bon thriller de toute façon. Il indique toutefois que Nolan a représenté certains aspects de façon tout à fait crédible, citant la scène dans laquelle Cobb, endormi, est poussé dans une baignoire pleine, et l'eau jaillit alors par les fenêtres de l'immeuble, dans le rêve, pour le réveiller : « c'est vraiment ainsi que les stimuli réels sont incorporés [aux rêves], et vous vous réveillez très souvent juste après cette intrusion,. »
Nolan a donné sa définition de la relation entre rêve et réalité pour défendre ces apparentes lacunes : « J'ai essayé de travailler cette idée de la manipulation et de la gestion d'un rêve conscient comme étant une compétence que ces gens ont. Le scénario est basé vraiment sur ces expériences et concepts courants et très élémentaires, et jusqu'où ils peuvent vous mener ? Et la seule idée bizarre du film, vraiment, c'est l'existence d'une technologie qui vous permet de pénétrer et de partager le même rêve que quelqu'un d'autre,. »

### Rêves et cinéma
Certaines personnes soutiennent que le film lui-même est l'allégorie d'un rêve. Nolan explique qu'il y a de grandes similitudes entre l'inception que l'équipe tente de faire sur Fisher et ce que les cinéastes ont l'ambition de réaliser vis-à-vis de leurs spectateurs. Selon le vulgarisateur américain Jonah Lehrer, cette théorie est juste. Il va jusqu'à la consolider en présentant des études neurologiques indiquant que l'activité cérébrale est très similaire entre regarder un film et dormir ; dans les deux cas, le cortex visuel est très actif et le cortex préfrontal – qui traite de la logique, de l'analyse délibérée et de la conscience de soi – est calme.
Ian Alan Paul soutient que faire l'expérience d'aller au cinéma est en soi un exercice de rêve partagé, surtout dans le cas d'Inception : le découpage net des scènes force le spectateur à créer de grands arcs narratifs pour conserver la cohérence du film et le comprendre. Cette exigence de production d'images de la part du public, en parallèle à sa consommation, est analogue au rêve lui-même. Comme dans l'histoire du film, dans un cinéma, on pénètre dans le rêve d'un autre - dans le cas présent, celui de Nolan - pour le partager, et comme pour toute œuvre d'art, on en fait une lecture influencée par ses propres désirs et son subconscient.

« COBB : Une idée, c'est comme un virus, des plus résistantes, des plus contagieuses. La moindre graine d'idée peut germer. Et en germant, elle peut te caractériser, ou te détruire. »

— Dialogues du film (Leonardo DiCaprio).
Nolan ajoute que la clé de l'inception et de son lien avec le cinéma lui-même, c'est ce que Cobb dit à propos d'une émotion positive qui sera plus forte qu'une émotion négative. Dans le film, l'équipe utilise des symboles pour construire une histoire émotionnelle pour Fisher (le moulin à vent, par exemple) ; cela est très semblable à ce que fait un réalisateur afin de faire passer une idée à son public : certains critiques ont rapproché ce moulin à vent du « Rosebud » de Citizen Kane, un symbole visuel qui s'accroche dans votre tête depuis le début de l'histoire et qui va prendre tout son sens un peu plus tard. Pour Stéphanie Dreyfus, le moment où Ariane, l'architecte, construit une allée couverte près du pont de Bir-Hakeim à Paris, est « une fort belle métaphore du cinéma et de son pouvoir d'illusion. »
De plus, par sa forme, la composition de l'équipe de l'inception renvoie à celle de l'équipe d'un film : Saito est le producteur, Cobb le réalisateur, Ariane la scénariste. Nolan explique avoir gravité autour de la structure d'un film, parce que c'était un processus avec lequel il était familier. « J'ai été attiré par le processus créatif que je connais. La façon dont l'équipe fonctionne est très similaire à la façon dont le film lui-même est fait. [...] Je pense que c'est le résultat lorsque j'essaye d'être très tactile et sincère dans ma description de ce processus créatif,. »

### Architecture et paradoxes

L'escalier de Penrose est intégré au film comme un exemple d'objet impossible pouvant être créé dans un rêve lucide.

L'architecture est un élément majeur du film. Nolan a souhaité explorer les analogies entre la façon dont nous vivons dans un espace en trois dimensions qu'un architecte a créé et comment un public va ressentir un récit au cinéma qui construit une réalité en trois dimensions à partir d'un medium en deux dimensions,.
Des objets impossibles tels que l'escalier de Penrose accentuent le surréalisme du monde des rêves et sont utilisés par les protagonistes pour se débarrasser de leurs poursuivants. D'autres illusions d'optique sont aussi représentées, comme la mise en abyme, le tout n'étant possible que dans le monde paradoxal des rêves.
Christopher Nolan s'inspire de Maurits Cornelis Escher, reconnu comme maître de l'illusion. Cet artiste utilise des gravures, peintures et lithographies déstabilisantes. Effectivement, il est fort probable qu'il se soit aussi inspiré de l'escalier de Penrose pour son œuvre Montée et Descente (1960). Ses œuvres font preuve d'un "paradoxe primordial" représentant des concepts logiquement et physiquement impossibles. L'illusion d'optique est flagrante dans la scène où Arthur (Joseph Gordon-Lewitt) explique à Ariane (Elliot Page) que, pour résoudre le paradoxe de l'escalier sur lequel ils marchent, il s'agissait « d’un problème de point de vue et de perspective », alors même que la caméra change de point de vue lors de ces paroles.

## Accueil

### Promotion

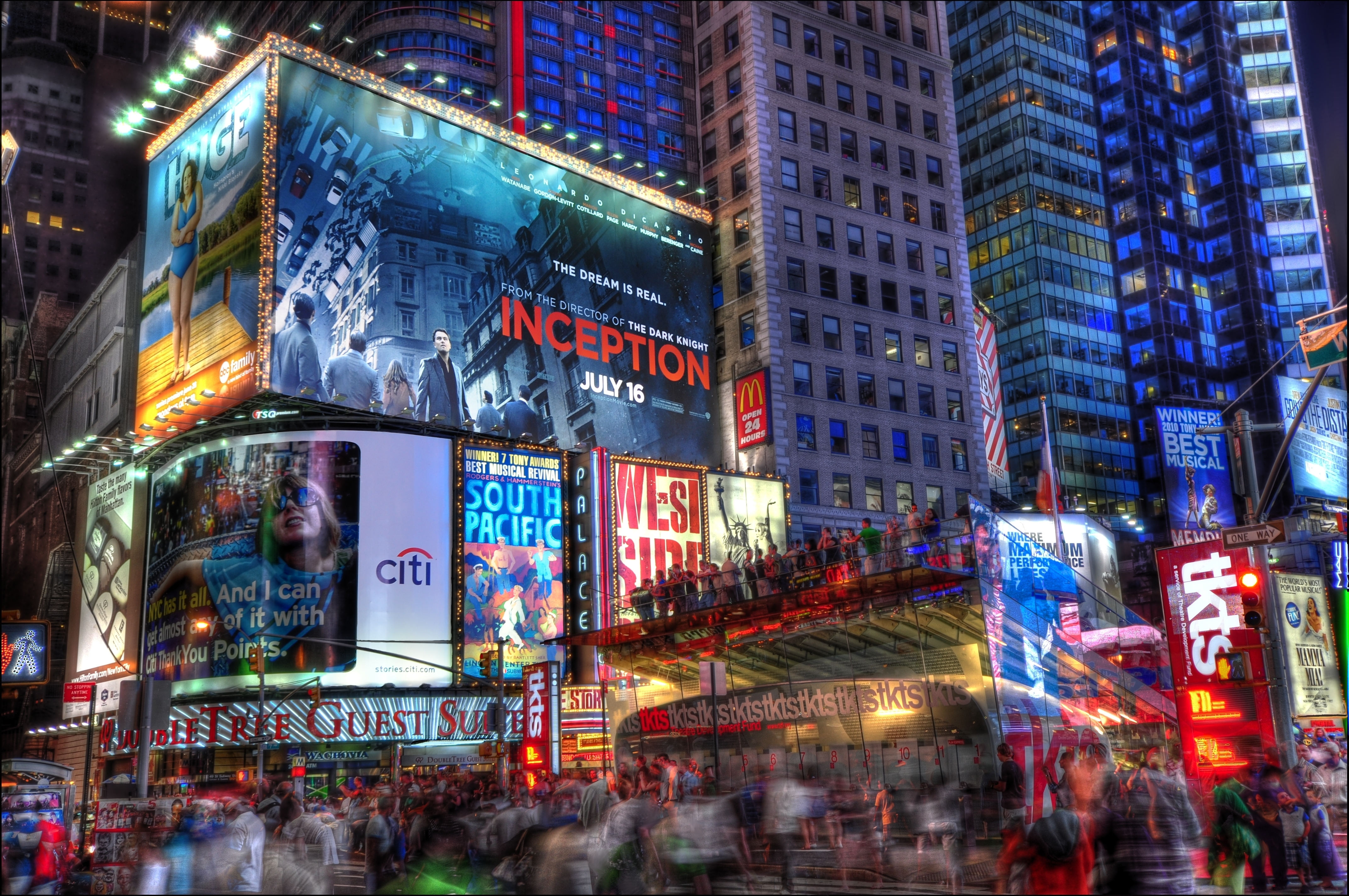
Publicité pour le film sur Times Square en juillet 2010.

La société de production et de distribution Warner Bros. a dépensé 100 millions de dollars pour la promotion du film. À la différence de nombreux films commerciaux contemporains des années 2000 et 2010 qui sont des adaptations ou des suites, Inception est un film entièrement original. La présidente du marketing de la Warner, Sue Kroll, a estimé que le film pouvait gagner en reconnaissance même s'il n'était pas issu d'une franchise, considérant avec certitude que « Christopher Nolan est comme une marque ». Elle ajoute qu'avec ce film, « nous n'avons pas le capital-marque qui guide habituellement une sortie de l'été, mais nous avons un casting de qualité et une idée originale de la part d'un cinéaste qui a dans ses antécédents des films incroyables. Si ça ne donne rien, c'est vraiment dommage,.. »
Une campagne de marketing viral est lancée peu après la diffusion du premier trailer en août 2009, avec la mise en ligne du site officiel du film qui ne contenait alors qu'une animation de la toupie de Cobb. En décembre, le site a proposé un jeu en ligne, Mind Crime (« crime de l'esprit »), qui révélait, après l'avoir achevé, l'affiche du film. Le reste de la campagne s'est déroulé après le WonderCon d'avril 2010, où la Warner a proposé des T-shirts figurant la mallette PASIV utilisée pour créer la dimension du rêve, ainsi qu'un code QR menant au manuel de l'appareil, disponible en ligne. Mind Crime a également compté un niveau supplémentaire, proposant des bonus, dont une « bande-annonce cachée ». Par la suite, divers éléments de marketing font surface jusqu'à la sortie du film en juillet, comme un manuel de « rêves partagés » envoyé au magazine Wired ou la publication en ligne de posters, publicités, applications pour mobiles et sites web liés au film,. La Warner a également édité en ligne un comic servant de préquelle, Inception: The Cobol Job.
La bande-annonce officielle est mise en ligne le 10 mai 2010. La musique, Mind Heist (« casse de l'esprit »), a été composée spécialement pour l'occasion par Zack Hemsey. Le trailer devient rapidement viral, avec des mashups copiant son style ou sa musique bientôt disponibles sur YouTube ou sur des sites professionnels comme CollegeHumor (en),.

### Sortie
Inception sort au cinéma aux États-Unis le 16 juillet 2010 à la fois dans les salles traditionnelles et les salles IMAX,. Aux États-Unis et au Canada, le jour de sa sortie, le film passe dans 3 792 cinémas traditionnels et 195 salles IMAX, soit environ 7 100 écrans. La grande première se déroule à Leicester Square, à Londres, le 8 juillet.

### Accueil critique
Inception est largement salué par la critique dans le monde entier. Sur le site Rotten Tomatoes, le long-métrage obtient 87 % d'avis favorables et atteint la note moyenne de 8⁄10. L'audience du même site lui accorde 91 % de critiques positives. Le site Metacritic lui attribue 74⁄100, basé sur 42 critiques, ainsi qu'une moyenne de 8,6/10 pour les utilisateurs.
Roger Ebert, du Chicago Sun-Times, lui donne 4 étoiles sur 4, affirmant que s'il y a une faille dans le film, il ne l'a pas trouvée et que, dans une industrie du cinéma envahie par les « suites, remakes et franchises », Nolan réussit à faire un film « totalement original » sur le fait de « se frayer un chemin à travers des couches concentriques de réalité et de rêve, de réalité à l'intérieur des rêves, et de rêves sans réalité. C'est un acte de jonglerie stupéfiant ». Nev Pierce, du magazine Empire, lui donne 5 étoiles sur 5, affirmant que Nolan signe « un film véritablement original », où « l'action tonitruante » ne le dispute qu'à l'émotion, et bénéficiant d'une « étonnante interprétation de DiCaprio ». Pour Peter Travers, de Rolling Stone, qui lui donne 4,5 étoiles sur 5, le film, comparé à une « partie d'échecs extrêmement ingénieuse », « mérite toute l'attention qu'il demande », et bénéficie d'un aspect visuel « stupéfiant » pour un « résultat sensationnel ». Justin Chang, de Variety, évoque un « récit diaboliquement complexe se déroulant dans le labyrinthe du subconscient », « un puzzle métaphysique mais aussi métaphorique » puisqu'il y a une relation directe entre la conception de rêve de Cobb et la réalisation de Nolan, « construire un simulacre de réalité dans le but de nous séduire, semer le désordre dans nos têtes et laisser une impression durable ». Et Lisa Schwarzbaum, d'Entertainment Weekly, lui donne la note de B+, évoquant un « film audacieux » réalisé avec brio, aux « images hypnotiques » mais dont le défaut est d'être bien moins intéressant sur le plan émotionnel qu'intellectuel. Elle met aussi en avant les seconds rôles, notamment Tom Hardy « qui attire le regard sans un effort » et Marion Cotillard qui mêle « tendresse et malveillance sous-jacente ».
Parmi les critiques négatives, A. O. Scott, du New York Times, affirme qu'il y a « beaucoup à voir dans Inception mais rien qu'on ne puisse considérer comme une authentique vision. L'idée que M. Nolan se fait de l'esprit humain est trop littérale, trop logique, trop limitée par des règles pour permettre la pleine mesure de folie — le risque de véritable confusion, de délire, d'ambiguïté inexprimable, que ce sujet requiert ». Et David Denby, du New Yorker, estime que le film est loin de donner autant de plaisir que Nolan l'avait imaginé, affirmant en conclusion que c'est « un film à l'aspect visuel sensationnel qui se perd dans des enchevêtrements mirifiques, un film dévoué à ses propres rouages et pas grand-chose d'autre ». Il critique le plagiat maladroit de Nolan vis-à-vis du séquençage de Buñuel. « [Nolan] nous pousse discrètement dans les rêves et nous laisse seuls à profiter de notre émerveillement, mais il travaille sur tellement de niveaux et de représentations à la fois qu'il doit donner des précisions simplement pour expliquer ce qui se passe. »
Sur le site Allociné, la note moyenne des 24 critiques de presse française recensées est de 4,1 sur 5 et la note moyenne des critiques du public est de 4,5 sur 5 basée sur plus de 50 000 notes dont 6 119 critiques, ce qui en fait le 12e du « Top 250 » du site.
Pour Gaël Golhen, de Première, Nolan réunit « le casting le plus brillant de l'année dans une intrigue complètement dingue dans son fond comme dans sa forme » et « ce film de casse mental [...] d'une beauté hallucinante [...] est bien parti pour être le mètre étalon des thrillers de studio pour la décennie qui vient ». Fabrice Leclerc, de Studio Ciné Live, évoque « un prodige de cinéma déguisé en blockbuster hollywoodien » avec « un casting choral impressionnant (DiCaprio, Joseph Gordon Lewitt ou Tom Hardy pour ne citer qu'eux) » et où Nolan exprime ses thèmes récurrents, « choc entre réalité et fantasme, distorsion du temps, récit destructuré, montage en abîme, héros en pleine autodestruction », dans un « maelström d'action et de faux-semblant ». Jacky Goldberg, des Inrockuptibles, affirme que le film « bâtit des cathédrales narratives, enchaîne les effets plastiques inouïs, multiplie les moments de bravoure [...], imposant au spectateur un état de sidération constant, et repoussant loin, très loin, les limites du film d'action contemporain », que Leonardo DiCaprio « porte le film à un niveau d’exigence exceptionnel » et que Cillian Murphy est « assez émouvant ». Pour Gilles Penso, de L'Écran fantastique, « Christopher Nolan nous offre un de ses films les plus passionnants et les plus impressionnants : un voyage tortueux dans le monde des rêves qui fera date dans l'histoire du cinéma de science-fiction ». Alexandre Poncet, de Mad Movies, estime que « si la mise en scène peine par moments à tenir le niveau du manuscrit de départ, on ne peut rester qu'admiratifs devant la limpidité et la stature du résultat final ». Pour Stéphanie Dreyfus, de La Croix, le scénario d’Inception est une « variation tortueuse sur le pouvoir de l'imagination », basé sur une « fort belle métaphore » du rêve. Le scénario, qu'elle qualifie de « complexe », « se déploie selon une mécanique bien huilée », mais « le film multiplie les explications et les ralentis sur des images clés » pour combler les difficultés occasionnées par la complexité du scénario et les différents niveaux sur lesquels il joue.
Du côté des critiques mitigées ou négatives, Adrien Gombeaud, de Positif, évoque un film « visuellement brillant, bien au-dessus des machines hollywoodiennes estivales habituelles » mais aussi « frustrant » car « il manque l'ultime pirouette, la touche de pureté qui soulève les hourras » et où « tout est long, complexe mais finalement assez courant ». Didier Péron, de Libération, affirme qu'on « ne passe pas un mauvais moment à regarder Inception mais il y a juste [sic] une disproportion flagrante entre l'ambition affichée et l’imaginaire visuel souvent convenu qu’elle déclenche tous azimuts » et que le film « démarre fort sur une dislocation assez époustouflante des traditionnelles scènes d’exposition et se termine en blockbuster plutôt balisé, entre John Woo et James Bond ». Danièle Attali, du Journal du dimanche, évoque un film « aussi déroutant qu’il tente d’être compliqué » et qui « nous a laissés à la porte des rêves qu’il prétend procurer », déplorant aussi la « bande-son assourdissante qui ne se tait jamais ». Et pour Louis Guichard, de Télérama, « la fausse bonne idée de Christopher Nolan consiste précisément à mettre en scène le rêve comme un jeu vidéo en ligne » et les idées intéressantes du film ne sont que « des trucs passagers, au service d'une histoire décevante, et ensevelis sous un déluge visuel, à l'insistance plus soporifique qu'onirique ».
Inception est actuellement classé dans les quinze premiers films du « Top 250 » de l'Internet Movie Database avec une note de 8.8⁄10 basée sur plus d'un million de votes d'utilisateurs,.

### Box-office
Le jour de sa sortie, le film rapporte 21 600 000 $, y compris avec les 3 000 000 $ des projections de minuit concernant 1 500  à   1 600 salles. Le lendemain, samedi, les recettes sont de 21 500 000 $. Inception se classe no 1 au box-office américain le premier week-end, totalisant 62 700 000 $ de recettes ; la production comptait sur 60 400 000 $. Ce premier week-end le classe en 2e meilleur début commercial pour un film de science-fiction qui ne soit pas une préquelle, un remake ou une adaptation, derrière Avatar avec 77 000 000 $ au week-end d'ouverture, en 2009. Il est resté en tête du box-office les 2e et 3e semaines, avec une chute des recettes équivalente à 32 % (42 700 000 $) et 36 % (27 500 000 $), respectivement ; cette chute est, comparativement à d'autres films à succès, relativement faible,. La 4e semaine, il a cédé la première position au film de Adam McKay Very Bad Cops.
Le film est un grand succès commercial, rapportant 825 532 764 $ de recettes au box-office mondial, dont 292 576 195 $ aux États-Unis et au Canada, pour un budget de 160 millions de dollars. Cela en fait le 4e plus gros succès commercial de l'année 2010 au niveau mondial derrière Toy Story 3, Alice au pays des merveilles et Harry Potter et les Reliques de la Mort (première partie), et le 6e en Amérique du Nord. Il réalise 4 938 587 entrées en France, 665 260 en Belgique, 615 381 au Québec et 438 520 en Suisse. Inception est la 3e production la plus lucrative du réalisateur, Christopher Nolan — après The Dark Knight : Le Chevalier noir et The Dark Knight Rises — et la 2e pour Leonardo DiCaprio après Titanic.
| Pays                | Box-office    | Pays      | Box-office   | Pays             | Box-office  |
| ------------------- | ------------- | --------- | ------------ | ---------------- | ----------- |
| États-Unis + Canada | 292 576 195 $ | Italie    | 15 459 083 $ | Belgique         | 6 150 403 $ |
| Chine               | 68 445 823 $  | Brésil    | 10 315 556 $ | Norvège          | 5 953 607 $ |
| Royaume-Uni         | 56 566 947 $  | Pays-Bas  | 9 688 549 $  | Taïwan           | 5 370 400 $ |
| France              | 43 437 833 $  | Suède     | 9 368 607 $  | Nouvelle-Zélande | 4 410 619 $ |
| Japon               | 40 901 213 $  | Mexique   | 8 919 495 $  | Grèce            | 4 196 236 $ |
| Corée du Sud        | 38 705 828 $  | Danemark  | 7 590 978 $  | Singapour        | 4 089 506 $ |
| Allemagne           | 36 842 861 $  | Hong Kong | 7 529 950 $  | Israël           | 3 669 899 $ |
| Australie           | 36 515 403 $  | Argentine | 7 439 087 $  | Autriche         | 3 607 185 $ |
| Espagne             | 22 212 764 $  | Turquie   | 6 992 235 $  | Colombie         | 3 144 672 $ |
| Russie              | 21 691 531 $  | Pologne   | 6 727 314 $  | Finlande         | 3 130 570 $ |

## Distinctions
Inception apparaît en 2010 dans plus de 273 listes de critiques de cinéma des dix meilleurs films de l'année, et il est numéro un dans 55 de ces listes. En moyenne, il est classé deuxième après The Social Network, et l'un des plus salués par la critique anglo-saxonne avec Le Discours d'un roi et Black Swan.
Le film a remporté de nombreuses récompenses dans les catégories techniques, dont quatre Oscars et trois BAFTA Awards. Dans la plupart des catégories artistiques, comme meilleur film, meilleur réalisateur et meilleur scénario, Inception a été battu par The Social Network ou Le Discours d'un roi,,. Il a cependant remporté trois des plus importantes récompenses de film fantastique ou de science-fiction : le Saturn Award du meilleur film de science-fiction, le prix Bradbury du meilleur film et le prix Hugo du meilleur long métrage. Au total, le film a remporté 131 prix sur presque 300 nominations. En 2012, Inception a été nommé 35e de la liste des 75 films les mieux montés de tous les temps par la guilde des monteurs de film américaine, la Motion Picture Editors Guild.
Note : Les informations ci-dessous sont issues de la page Awards du film sur l'Internet Movie Database. Les listes ci-dessous ne répertorient que les prix principaux.

### Récompenses
- Oscars 2011 :
  - Meilleure photographie pour Wally Pfister
  - Meilleur montage de son pour Richard King
  - Meilleur mixage de son pour Lora Hirschberg, Gary A. Rizzo et Ed Novick
  - Meilleurs effets visuels pour Paul Franklin, Chris Corbould, Andrew Lockley et Peter Bebb

- BAFTA Awards 2011 :
  - Meilleurs décors pour Guy Hendrix Dyas, Larry Dias et Doug Mowat
  - Meilleur son pour Richard King
  - Meilleurs effets visuels pour Paul Franklin, Chris Corbould, Andrew Lockley et Peter Bebb

- Saturn Awards 2011 :
  - Meilleur film de science-fiction
  - Meilleure réalisation pour Christopher Nolan
  - Meilleur scénario pour Christopher Nolan
  - Meilleure musique pour Hans Zimmer
  - Meilleurs effets spéciaux pour Chris Corbould, Andrew Lockley et Paul Franklin
- Prix Hugo 2011 : meilleur film
- Prix Ray-Bradbury 2011 : meilleur film

### Nominations
- Oscars 2011 :
  - Meilleur film pour Christopher Nolan et Emma Thomas
  - Meilleur scénario original pour Christopher Nolan
  - Meilleurs décors pour Guy Hendrix Dyas, Larry Dias et Doug Mowat
  - Meilleure musique originale pour Hans Zimmer
- BAFTA Awards 2011 :
  - Meilleur film pour Christopher Nolan et Emma Thomas
  - Meilleur réalisateur pour Christopher Nolan
  - Meilleur scénario original pour Christopher Nolan
  - Meilleure photographie pour Wally Pfister
  - Meilleur montage pour Lee Smith
  - Meilleure musique de film pour Hans Zimmer

- Golden Globes 2011 :
  - Meilleur film pour Christopher Nolan et Emma Thomas
  - Meilleur réalisateur pour Christopher Nolan
  - Meilleur scénario pour Christopher Nolan
  - Meilleure musique de film pour Hans Zimmer

- Saturn Awards 2011 :
  - Meilleur acteur pour Leonardo DiCaprio
  - Meilleure actrice pour Elliot Page
  - Meilleur acteur dans un second rôle pour Tom Hardy
  - Meilleurs décors pour Guy Hendrix Dyas
- David di Donatello 2011 : meilleur film étranger
- César 2011 : meilleur film étranger

## Analyse
Pour Cyril Beghin, des Cahiers du cinéma, Inception est la « fable parfaite » de la théorie de philosophie politique qui énonce que « l'esprit du capitalisme aura atteint son stade ultime lorsqu'il coïncidera avec l'image du fonctionnement du cerveau » où même le monde supposé réel ressemble au cauchemar de quelqu'un d'autre. Les différentes strates de rêves sont l'occasion, pour le réalisateur, d'opérer une variation de genres où l'imagerie hollywoodienne remplace l'imagerie onirique, les niveaux étant « autant ceux d'un vaste jeu de rôles que les strates toujours plus profondes d'un subconscient hanté par un trauma ». De même, le niveau du bunker dans la neige « lorgne vers le jeu vidéo », Nolan « cherchant à combiner la métaphore psychique avec les illustrations gamer ». Beghin voit une ressemblance entre Inception et Shutter Island, autre film avec Leonardo DiCaprio en vedette et sorti quelques mois plus tôt, à travers l'interaction dans ces deux films « entre architecture de jeu vidéo et structure psychique ».
Jean-Philippe Tessé, également des Cahiers, relève une autre similitude avec Shutter Island, les deux films trouvant leur résolution dans « l'articulation d'un traumatisme et d'une figure féminine aussi déréglés l'un que l'autre ». C'est, pour Tessé, un film sur l'inconscient qui révèle quelque chose sur « l'inconscient hollywoodien et ses films de mecs qui recourent à des ressorts difficiles à maîtriser qu'ils identifient au féminin ». Le personnage interprété par Elliot Page symbolise « l'inconscient méandreux féminin » qui invente une « géométrie perverse » et des « rêves plus labyrinthiques, plus retors que ceux qu'un homme pourrait imaginer. » Cette complexité déroute les hommes, dont l'inconscient est « bien ordonné » et tourné vers une pragmatique efficacité au détriment de sentiments plus complexes. Le personnage joué par Marion Cotillard est celui d'une folle « hystérique et morbide, prisonnière de ses tourments, gouvernée par ses passions, irrationnelle, incontrôlable ». Ces deux figures féminines sont l'incarnation « d'archaïques fantasmes » masculins « imbibés de morale judéo-chrétienne ».

### Titre
Le titre, Inception, peut être traduit de l'anglais par « début », « origine » (le titre choisi au Québec) ou « conception », dans le sens « création de quelque chose ». Le terme est dérivé du latin inceptio, « commencement », lui-même issu de incĭpĭō, « entreprendre » ou « commencer ».
L'« inception », à l'inverse de l'« extraction » (la subtilisation d'informations pendant le sommeil dans le subconscient d'un sujet), renvoie dans le film à l'insertion d'une idée à l'intérieur de l'esprit d'un sujet,.

« COBB : Vous attendez quoi de nous ?
SAITO : L'inception. Est-ce possible ?
ARTHUR : Bien sûr que non.
SAITO : Si on peut voler une idée dans un esprit, pourquoi on ne pourrait pas en semer une aussi ?
ARTHUR : Bien, imaginons que je sème une idée dans votre crâne. Si je vous dis : « Ne pensez pas à des éléphants », à quoi vous pensez ?
SAITO : Des éléphants.
ARTHUR : Oui, mais ce n'est pas votre idée parce que vous savez qu'elle vient de moi. Le cerveau du sujet peut toujours retrouver la source de l'idée. La vraie inspiration est impossible à falsifier.
COBB : C'est inexact. »

— Dialogues du film (Leonardo DiCaprio, Joseph Gordon-Levitt et Ken Watanabe).

### Genres et style visuel
Nolan a combiné des éléments de différents genres cinématographiques, notamment le film de science-fiction, le film d'action, le film de casse et le film noir.
Inception n'est pas aussi parsemé de références aux films noirs que les deux premiers films de Nolan, Following et Memento ; il contient, cependant, un grand nombre de caractéristiques du genre. Le personnage de Mal interprété par Marion Cotillard est le principal antagoniste du film, dont la présence récurrente et malveillante perturbe les rêves de Cobb. Celui-ci est incapable de contrôler ces projections de sa propre culpabilité dans le suicide de sa femme, remettant en cause ses capacités d'extracteur. Nolan a décrit Mal comme « l'essence de la femme fatale » et elle est, ainsi, la référence principale au film noir. Sa relation avec Cobb est spirituelle (caractéristique de la femme fatale), une manifestation de l'inconscient névrosé et de la peur de son auteur. De plus, son surnom « Mal » renvoie à sa signification en français : le Mal. L'éclairage est également caractéristique du film noir et les personnages moralement corrompus (antihéros) sont, au même titre que les femmes fatales, des personnages représentatifs du genre.
Nolan commence son film avec la structure d'un film de casse, l'exposition (introduction) étant un élément essentiel du genre, bien qu'il soit ici adapté avec un côté narratif émotionnel plus travaillé, allant de pair avec le monde des rêves et du subconscient. Dispositif assez formel dans les films du genre – où la préparation du casse occupe la première partie du film (l'équipe se rassemble, le chef explique le plan, etc.), de façon bien tranchée avec la partie du « casse » lui-même –, l'exposition a, dans Inception, un aspect continu alors que le groupe progresse dans les différents niveaux de rêve : les explications sont données en temps réel. Ainsi, les trois quarts du film, jusqu'à ce que le van commence sa chute du pont, sont dévolues à expliquer le plan. L'exposition prend le pas sur la description des personnages : leurs relations sont conditionnées par leurs aptitudes et rôles respectifs.
Enfin, le film se rapproche des films d'action par un certain nombre de scènes de fusillades ou de combat. De plus, l'utilisation du ralenti, caractéristique du genre, est utilisé dans le film non seulement pour accentuer le suspense, mais aussi pour prendre le temps de différencier les différents niveaux de rêve : plus le van chute du pont et se rapproche de l'eau, plus le niveau de rêve est profond. La scène de fusillade dans la station de ski se rapproche d'un film de James Bond, des films d'action ayant développé un genre à part entière, associant des chorégraphies travaillées et un héroïsme épique.
Nolan et son équipe ont dû trouver des astuces pour rendre compréhensible au spectateur l'alternance des séquences selon les niveaux de rêve. Pour distinguer rapidement les niveaux, ils ont combiné un montage parallèle, comme à la fin de The Dark Knight, et des décors très différents les uns des autres (ville sous la pluie, intérieur de nuit, paysage enneigé), Nolan ne voulant pas faire de post-traitement de l'image. Les villes représentées dans le film sont également très différentes les unes des autres : Tokyo la ville fractale, Paris la ville rectiligne et Mombasa la ville labyrinthique.

### Mythologie et philosophie

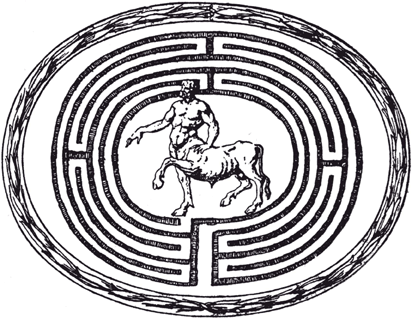
Le labyrinthe du Minotaure. Gravure de 1709 représentant un labyrinthe rond avec en son centre une représentation du Minotaure, une créature mi-homme, mi-taureau (un centaure sur l'illustration).

Dans le film, Nolan a utilisé des références à la mythologie et à la religion. Yusuf est le nom arabe de Joseph, le fils de Jacob mentionné dans le livre de la Genèse qui avait le don d'interpréter les rêves. Ariane (Ariadne en version originale) fait référence à la figure mythologique grecque homonyme, fille du roi Minos et de la reine Pasiphaé, qui a aidé Thésée à s'échapper du labyrinthe du Minotaure. Nolan explique qu'il « aime l'idée qu'elle soit le guide de Cobb [dans le labyrinthe des rêves]. »
Les questionnements métaphysiques posés par le film (« Quelle est la nature de l'existence ? » et « Comment peut-on être sûr que la réalité est la vraie réalité ? ») renvoient à l'analyse de Nietzsche qui disait que « dans le rêve, l'homme, aux époques de civilisation informe et rudimentaire, croyait apprendre à connaître un second monde réel ; là est l'origine de toute métaphysique. Sans le rêve, on n'aurait pas trouvé l'occasion de distinguer le monde. » Certains auteurs associent l'inconnu des rêves et de la fin du film à l'allégorie de la caverne,, énoncée par Platon dans La République : en général, un rêveur ne sait pas s'il est dans un rêve ; toute la vie pourrait donc être seulement un rêve, sans que personne le sache. Déjà évoqué dans Matrix, cette problématique (ou celle, plus moderne, de l'hypothèse de simulation) de la réalité subjective est une question centrale du film, et notamment de la fin. Après tout, qui peut prouver que nous existons vraiment ? Pourquoi sommes-nous si suspicieux de n'être pas dans une vraie réalité, et pourquoi est-ce si nécessaire pour l'Homme alors que cela n'a, finalement, aucune importance ? La clé de l'allégorie de Platon est l'existence de deux mondes : le monde réel et celui imaginé par les prisonniers ; le vrai et le faux. Les ombres projetées sur le mur par des marionnettistes renvoient à l'inception elle-même ; la projection des rêves a le même effet sur les cibles : ils pensent que c'est la réalité. Le concept de « fausse réalité » s'appuie sur une antonymie et est créé par l'imagination humaine. Elle est difficile à différencier de la « vraie réalité » parce qu'elle a l'air authentique. Dans un état d'éveil, l'esprit peut séparer le vrai et le faux grâce à ce que l'on sait et à notre raison ; notre subconscient peut aussi nous aider à déterminer si ce que l'on est en train de vivre est réel ou non. C'est beaucoup moins vrai dans les rêves, et c'est grâce à cela que l'inception est réalisable dans le film. L'utilisation des totems permet aux protagonistes de ne pas se perdre dans les deux réalités.
Le monde des limbes est interprété comme un monde utopique et, donc, par définition, un lieu fictif (du grec οὐ-τοπος / ou-topos, le « lieu qui n'existe pas »). Mal s'y est perdue, et ce monde onirique est devenu « réel », au point qu'elle ne pouvait plus faire la différence entre la réalité et sa propre réalité. Mais comme dans toute utopie (du grec εὖ-τοπος / eu-topos, le « bon lieu »), les limbes sont un monde parfait, où le rêveur contrôle le moindre événement. Implicitement, le film pose la question au spectateur : si vous en aviez la possibilité, resteriez-vous dans les limbes à rêver pour l'éternité ?
Enfin, l'inception elle-même questionne la possibilité que notre libre arbitre soit aussi aisément manipulable. Comme le dit Arthur dans le film, l'esprit peut toujours trouver la genèse d'une idée. Cependant, la défense psychologique n'est pas uniquement liée à la capacité de l'esprit à retrouver le chemin de l'idée première. De plus, de nombreux facteurs entrent en jeu dans une prise de décision. Ce choix est presque toujours influencé, le libre arbitre intervenant dans la façon dont ces facteurs sont plus ou moins utilisés, et la façon dont un individu s'y réfère ou s'en détache. Théoriquement, une vraie inception (implanter une idée totalement étrangère dans l'esprit de quelqu'un d'autre) est difficilement réalisable. Cependant, certains mécanismes permettent de contourner ce libre arbitre et la possibilité pour quelqu'un de s'approprier une idée qui n'est pas la sienne existe. C'est le cas du lavage de cerveau, de certains cas d'hypnose, du résultat de la propagande, de la publicité, de la manipulation mentale et des phénomènes de pression psychologique (pression hiérarchique, pression des pairs, pression familiale, etc.). Mais ces dernières (à l'exception du lavage de cerveau) ne sont possibles que si le sujet possède déjà une certaine inclination vers l'idée en question. Eames explique dans le film qu'« il faut trouver la version la plus simple de l'idée pour qu'elle pousse naturellement dans l'esprit du sujet. » Mais l'inception du film est l'implantation d'une idée envers laquelle le sujet est totalement réfractaire, et dont l'esprit a préalablement été entraîné à résister à certaines attaques mentales. Le propos du film, sans parler de la technologie inédite permettant le partage des rêves, est donc exagéré et irréaliste.

### Fin du film
La fin du film est volontairement incertaine. Le générique de fin apparaît brutalement après un plan de quelques dizaines de secondes où la toupie tourne sur la table, menaçant de tomber sans jamais le faire, invitant le spectateur à spéculer sur le caractère réaliste ou onirique de la séquence précédente où Cobb retrouve finalement ses enfants. Le script du film indique : « Derrière lui, sur la table, la toupie est TOUJOURS EN TRAIN DE TOURNER. Et... FONDU AU NOIR. » Christopher Nolan admet avoir voulu jouer sur l'ambiguïté de la toupie qui ne tombe pas : « donner une explication claire nuirait au film. [...] J'ai coupé ce plan final pour imposer une ambiguïté. Cela m'a toujours paru comme une fin idéale » et ajoute que l'intérêt essentiel de la scène c'est que « Cobb ne regarde pas la toupie ; il regarde ses enfants, et laisse la toupie derrière lui. Là se trouve la véritable signification émotionnelle de la fin. »
À la suite de nombreuses tentatives d'explications sur Internet, il semblerait, selon les différences de comportement de Cobb dans le réel ou dans le rêve, et grâce à une analyse du mouvement de la toupie, que le monde de la fin soit réel, sans que cela soit approuvé ou contredit par Christopher Nolan,. De plus, étant donné que Cobb refuse de croire à la mort de Mal, il porte son alliance en rêve (qui serait son totem dans les rêves, alors que la toupie était le totem de son épouse décédée, donc le mouvement de la toupie n'aurait en fait aucune importance) ; dans la dernière scène, il ne l'a pas. L'acteur Michael Caine apporte sa propre interprétation à la fin, expliquant que « si [mon personnage] est là, c'est la réalité. Il n'est jamais dans les rêves car c'est lui qui les a inventés ». De plus, dans ses rêves, Cobb voit toujours ses enfants de dos seulement. Dans la scène finale, il peut enfin voir leur visage.

### Utilité d'Ariane
Ariane, le personnage joué par Elliot Page, est considérée comme superflue par certains internautes car selon eux elle n'aurait d'autre utilité que de poser des questions à Cobb (environ quatre-vingts) et n'assurant pas particulièrement une présence féminine forte dans le film. Elle serait toutefois indispensable pour éviter la confusion totale du spectateur en immersion dans cette technologie inconnue (les réponses qu'appellent ses questions "vulgarisant" le concept aux yeux du spectateur), et certaines de ses actions sont déterminantes dans le film, c'est notamment elle qui suggère à Cobb d'aller dans les limbes pour chercher Fischer et Saito.

## Autour du film

### Édition en vidéo
Inception est sorti en disque Blu-ray le 3 décembre 2010 et en DVD le 8 décembre 2010. La version en DVD comporte en bonus quatre documentaires sur le concept et le design du film, alors que la version en Blu-ray comprend un mode extraction pendant la lecture du film qui consiste en plusieurs modules du making-of, ainsi que deux documentaires sur la nature des rêves, une version animée du comic qui sert de prologue au film et dix morceaux de la bande originale. Une édition limitée dans un coffret reproduisant la mallette utilisée pour créer l'univers onirique du film est sortie le 23 novembre 2011. Elle comporte le film en version DVD et Blu-ray, une toupie, un livret sur les différentes interprétations du film, ainsi que tous les bonus de la version Blu-ray. Un an après sa sortie sur le marché vidéo, le film avait déjà rapporté plus de 86 000 000 $, et ce, uniquement en Amérique du Nord.

### Produits dérivés
En décembre 2010, Christopher Nolan confirme le développement d'un jeu vidéo basé sur l'univers du film : « j'ai toujours imaginé Inception comme un monde dans lequel de nombreuses autres histoires pourraient se dérouler. Pour le moment, la seule direction dans laquelle nous nous dirigeons est le développement d'un jeu situé dans cet univers, ».